# La Tauromaquia (Goya)

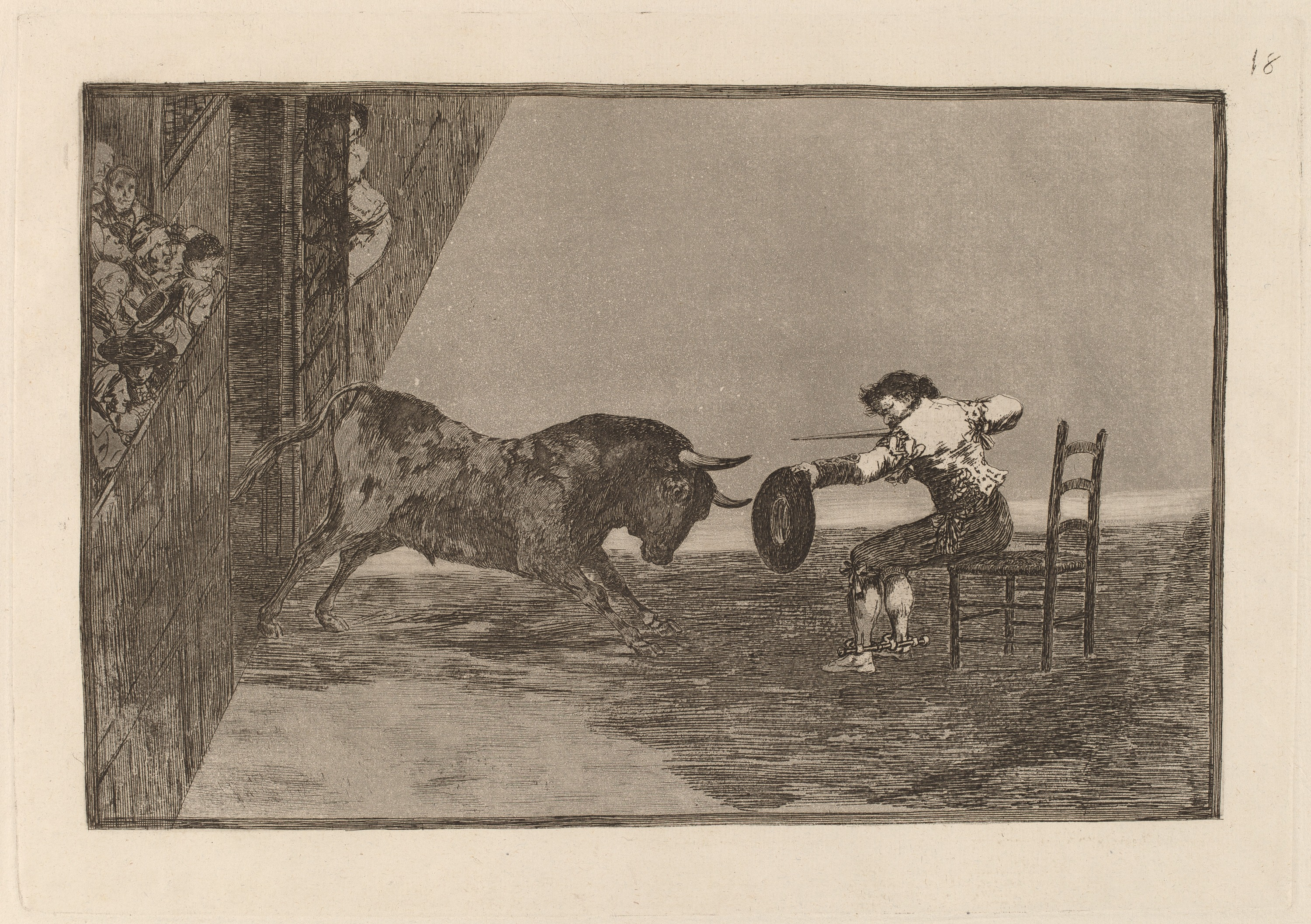
No. 18: A ousadia de Martincho na arena de Zaragoza, água-forte e água-tinta 24,5 × 35,5 cm. Neste trabalho de La Tauromaquia, um famoso toureiro é retratado sentado em uma cadeira e com os pés amarrados, de frente para o touro atacante. Aqui, Goya ignora - em parte - as leis da perspectiva, representando os espectadores de uma maneira bastante incomum, a fim de dar mais dinamismo ao trabalho.

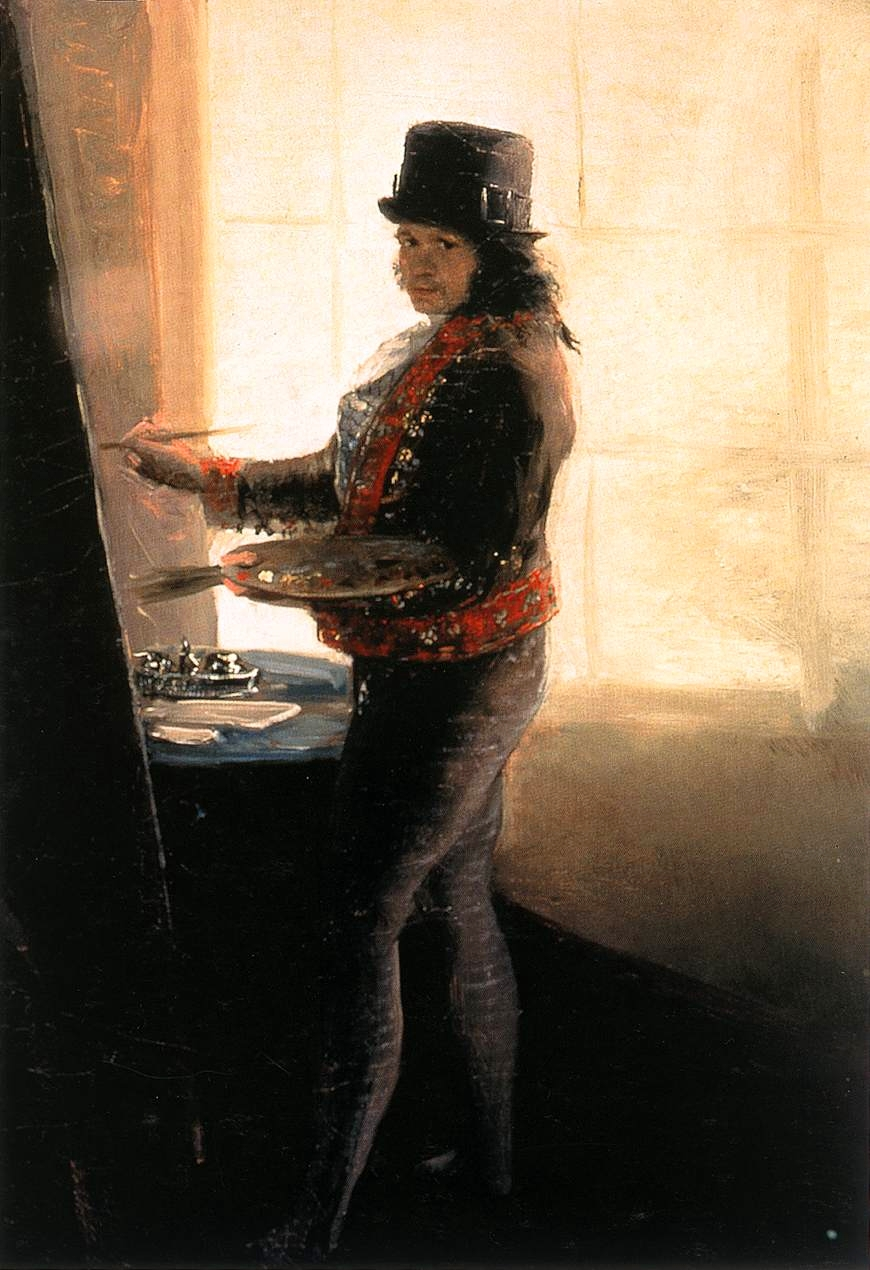
Auto - retrato, 1790 - 1795, óleo sobre tela, 42 × 28 cm. Nesta pintura, Goya mostra-se em um traje de toureiro

La Tauromaquia (A Tauromaquia) é uma série de 33 gravuras criadas pelo pintor e gravador espanhol Francisco Goya, publicada em 1816. Os trabalhos da série retratam cenas de touradas. 

## Contexto

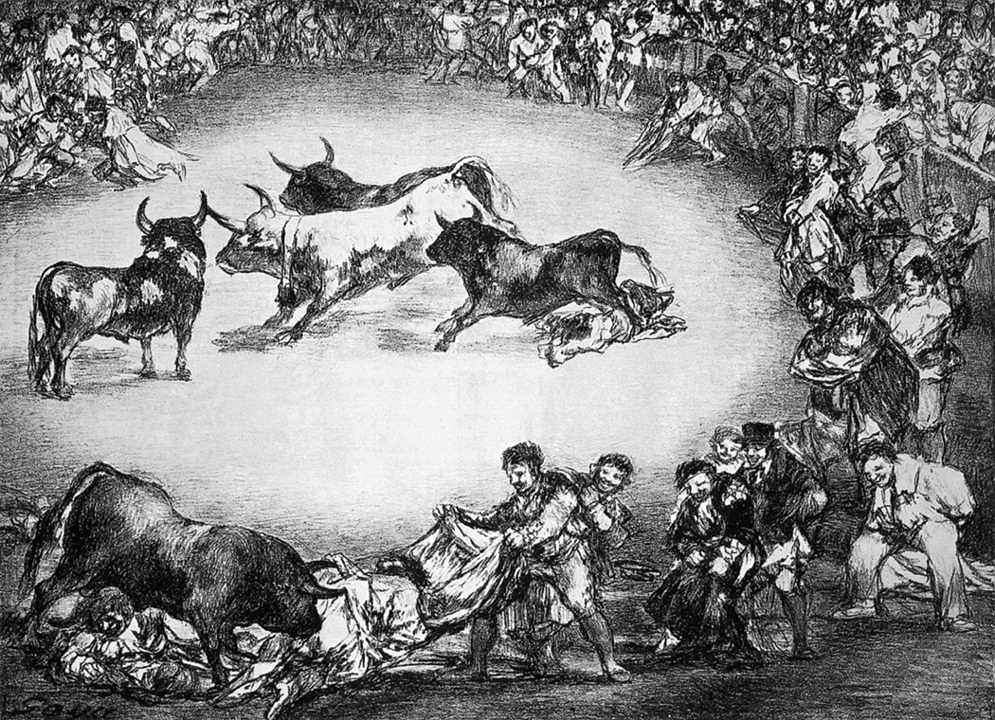
Entretenimento espanhol, 1825, litografia, 30 × 41 εκ., Madri, Biblioteca Nacional. Neste trabalho da série Os Touros de Bordeaux, Goya apresenta as touradas como uma forma de entretenimento popular, e não como um evento violento, como ele faz em Tauromaquia.

Goya criou Tauromaquia entre 1815 e 1816, aos 69 anos, durante uma pausa de sua famosa série Os Desastres da Guerra. Os Desastres da Guerra e os Caprichos, a série que ele havia criado anteriormente, serviram como crítica visual sobre assuntos relativos à guerra, superstição e a sociedade espanhola contemporânea em geral, incluindo cenas anticlericais. Por causa de seus temas sensíveis, poucas pessoas viram esses trabalhos durante a vida de Goya. 
Por sua vez, as touradas não eram politicamente sensíveis, e a série foi publicada sem incidentes no final de 1816 em uma edição de 320 exemplares - para venda individual ou em conjuntos. Não obteve sucesso crítico ou comercial. Goya sempre se encantou com as touradas, um tema que obviamente o inspirou, pois foi o assunto de muitas de suas obras: em um auto-retrato (1790-95), ele se exibia em um traje de toureiro; em 1793, ele completou uma série de oito pinturas em folha de flandres, criadas para a Academia Real de Belas Artes de San Fernando, que mostravam cenas da vida de touros desde o momento de seu nascimento até o momento em que entram na praça de touros; em 1825 ele fez a série Los Toros de Burdeos (Os Touros de Bordeaux) (1825), do qual Delacroix comprou uma cópia.  Indicativo de seu amor por touros é o fato de ele ter assinado uma de suas cartas como Francisco de los Toros ( Francisco dos Touros ).

## Os trabalhos
Goya usou principalmente as técnicas de água-forte e água-tinta nesta série. O artista concentra-se nas cenas violentas que ocorrem na praça de touros e nos movimentos ousados dos toureiros. Os eventos não são apresentados como são vistos por um espectador nas arquibancadas, mas de maneira mais direta, em contraste com o Os Touros de Bordeaux, onde os eventos são apresentados como um meio de entretenimento popular. 

## Galeria

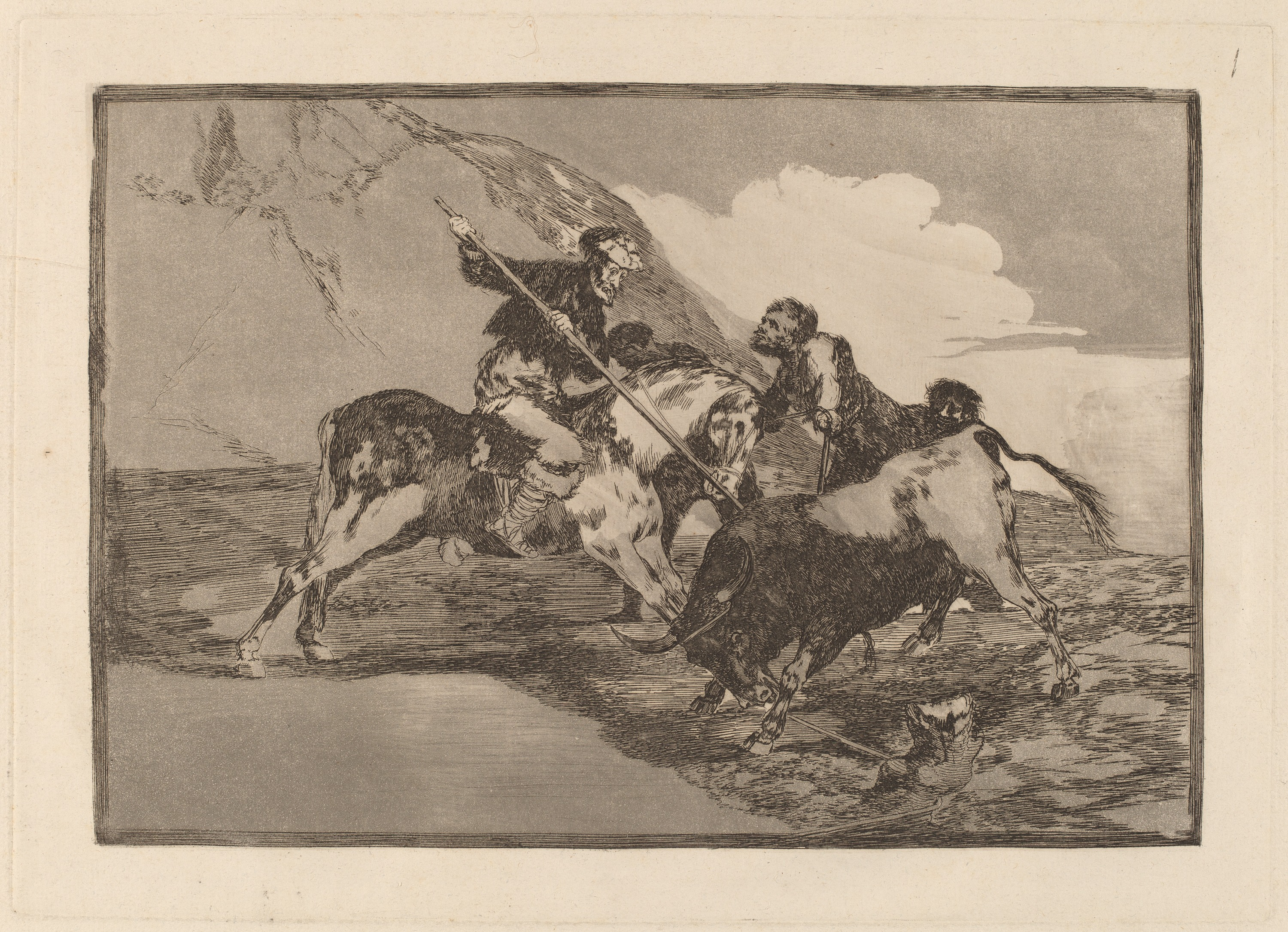
No. 1: Modo con que los antiguos Espanoles cazaban los toros a caballo en el campo (Como os espanhóis antigos caçavam os touros a cavalo no campo)
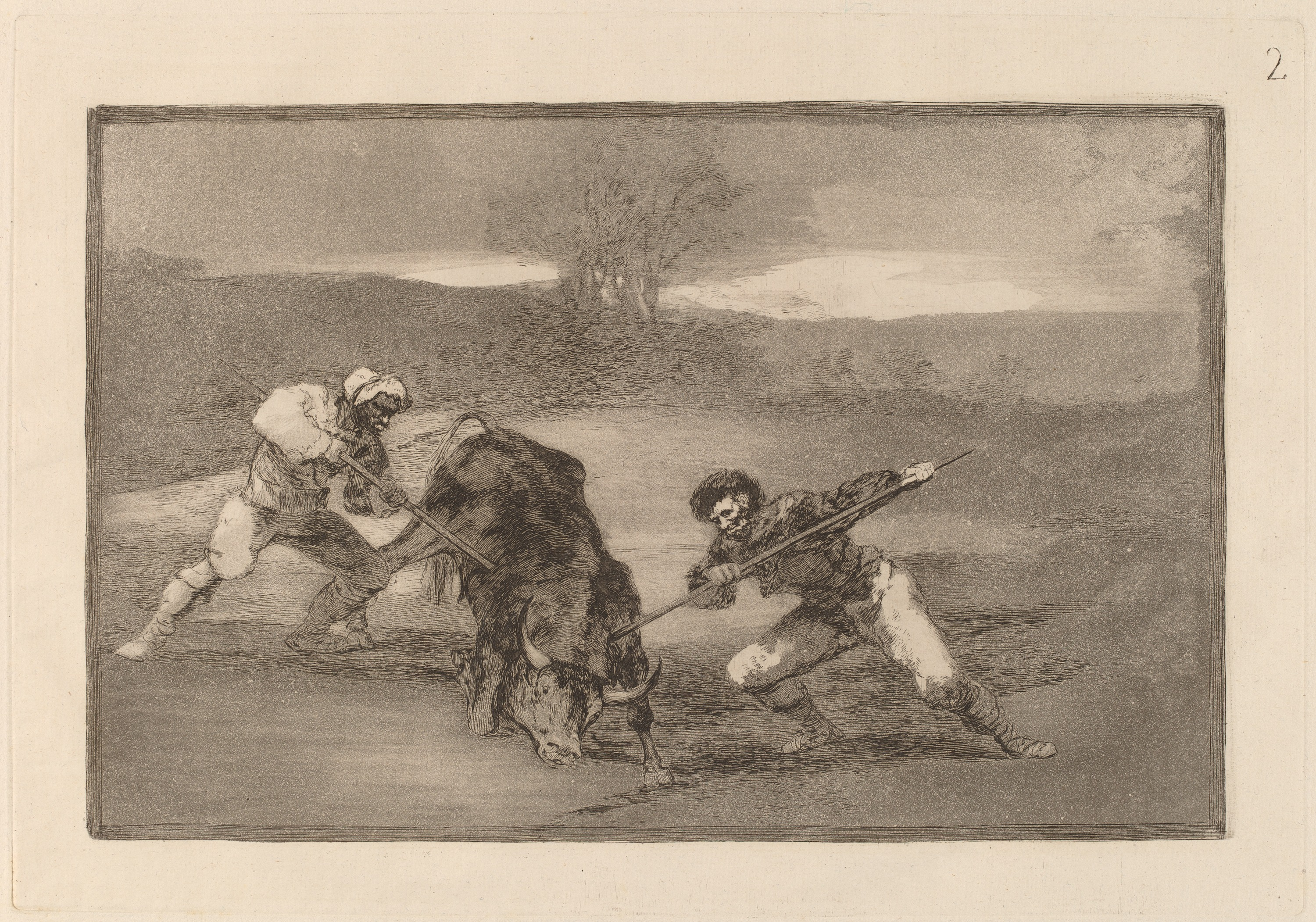
No. 2: Otro modo de cazar a pie (Outra maneira de caçar a pé)
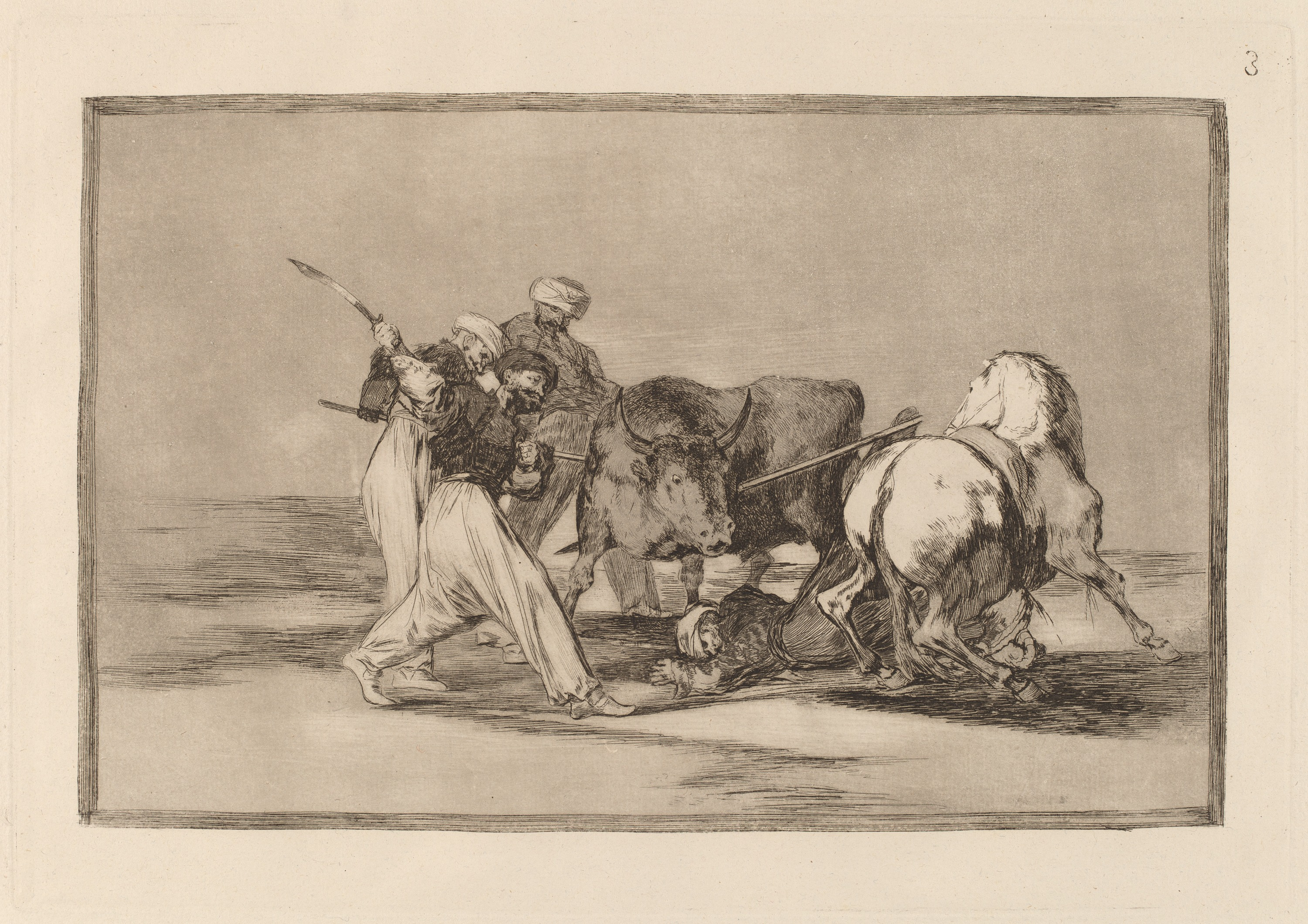
No. 3: Los moros establecidos en España, prescindiendo de las supersticiones de su Alcorán, adoptaron esta caza y arte, y lancean un toro en el campo. ("Os mouros estabelecidos na Espanha, prescindindo das superstições de seu Alcorão, adotaram essa caça e arte, e lançam um touro no campo")
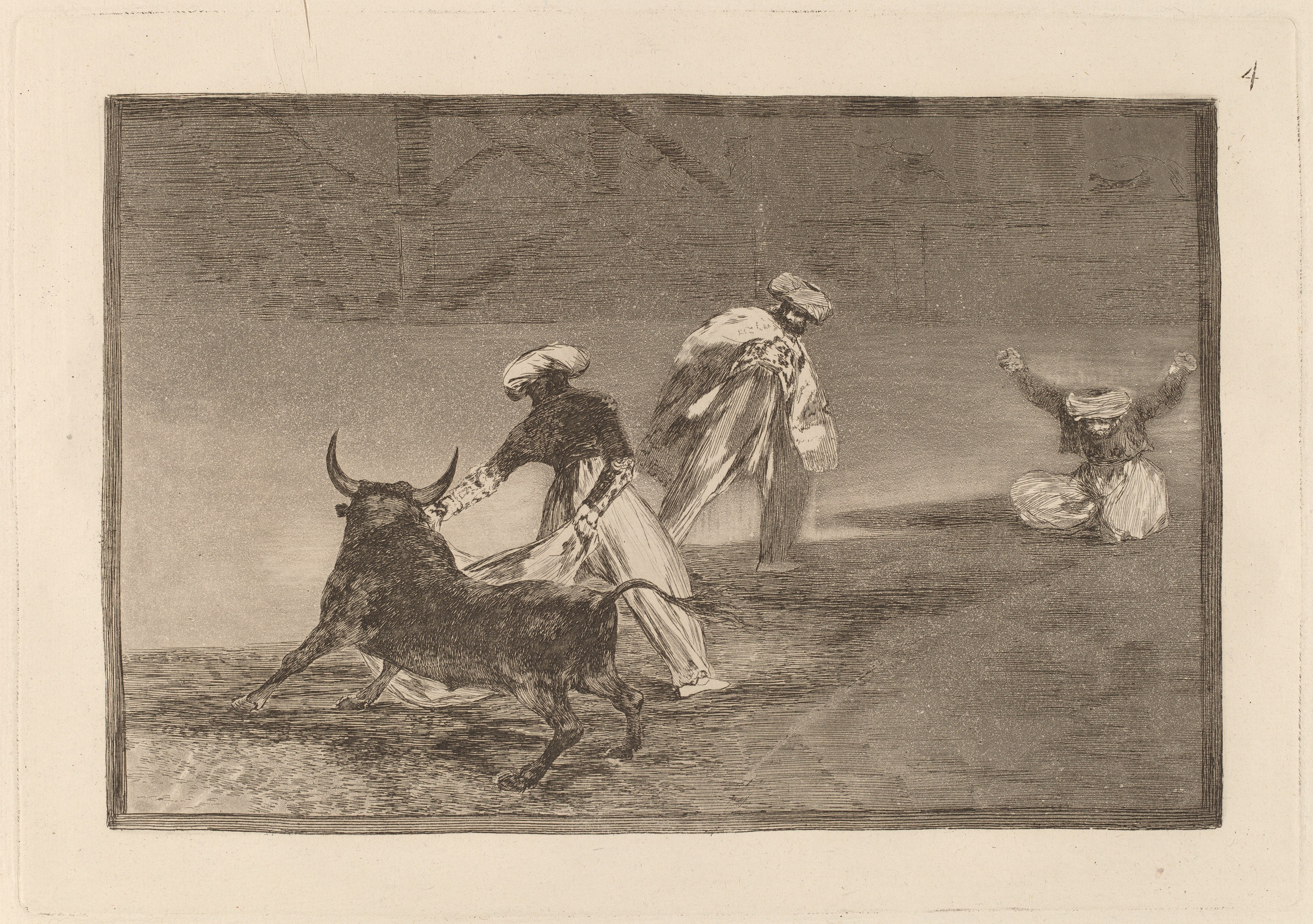
No. 4: Capean otro encerrado ("Toureiam outro aprisionado")
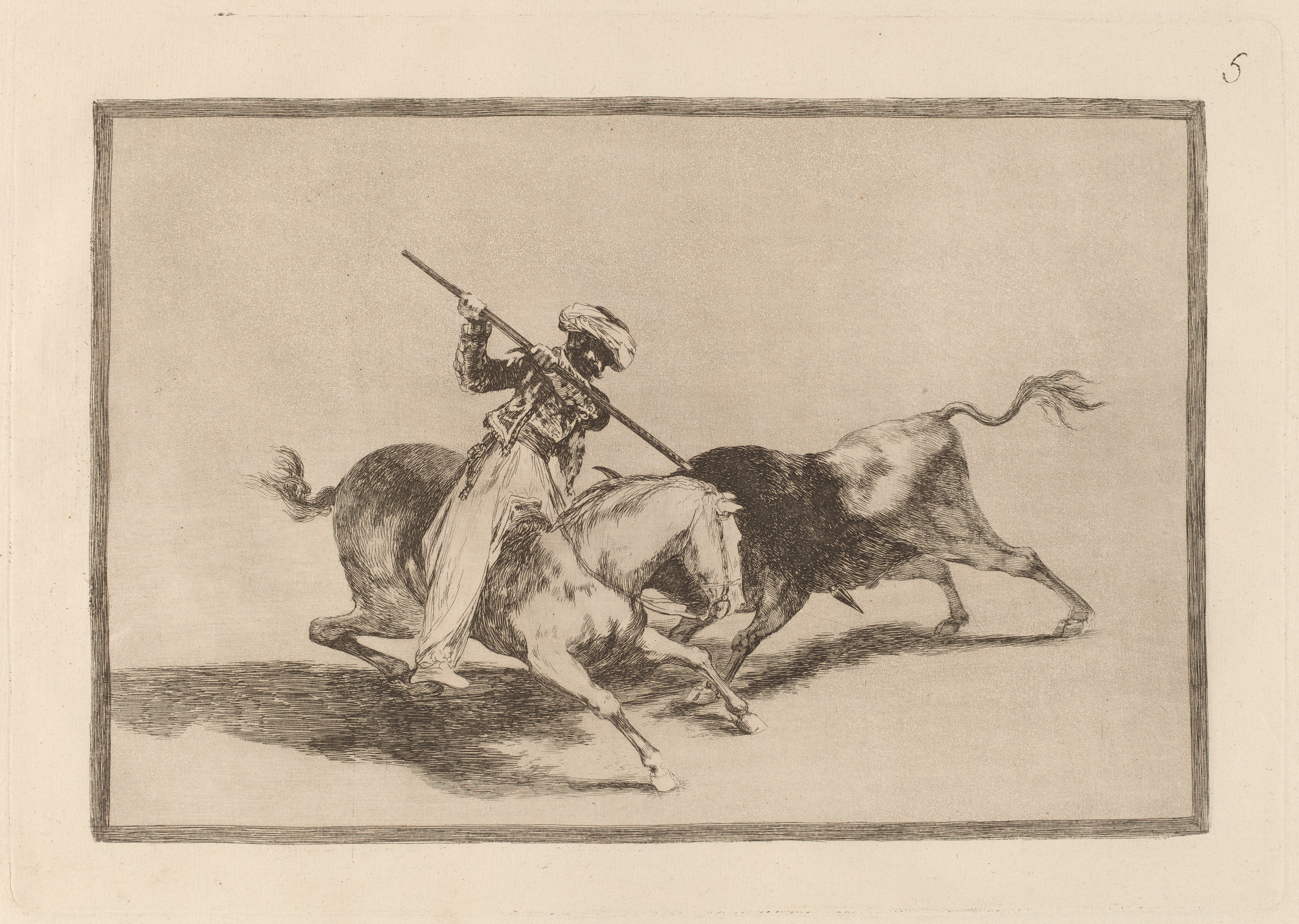
No. 5: El animoso moro Gazul es el primero que lanceó toros en regla ("O intrépido mouro Gazul é o primeiro a lancear touros a cavalo")
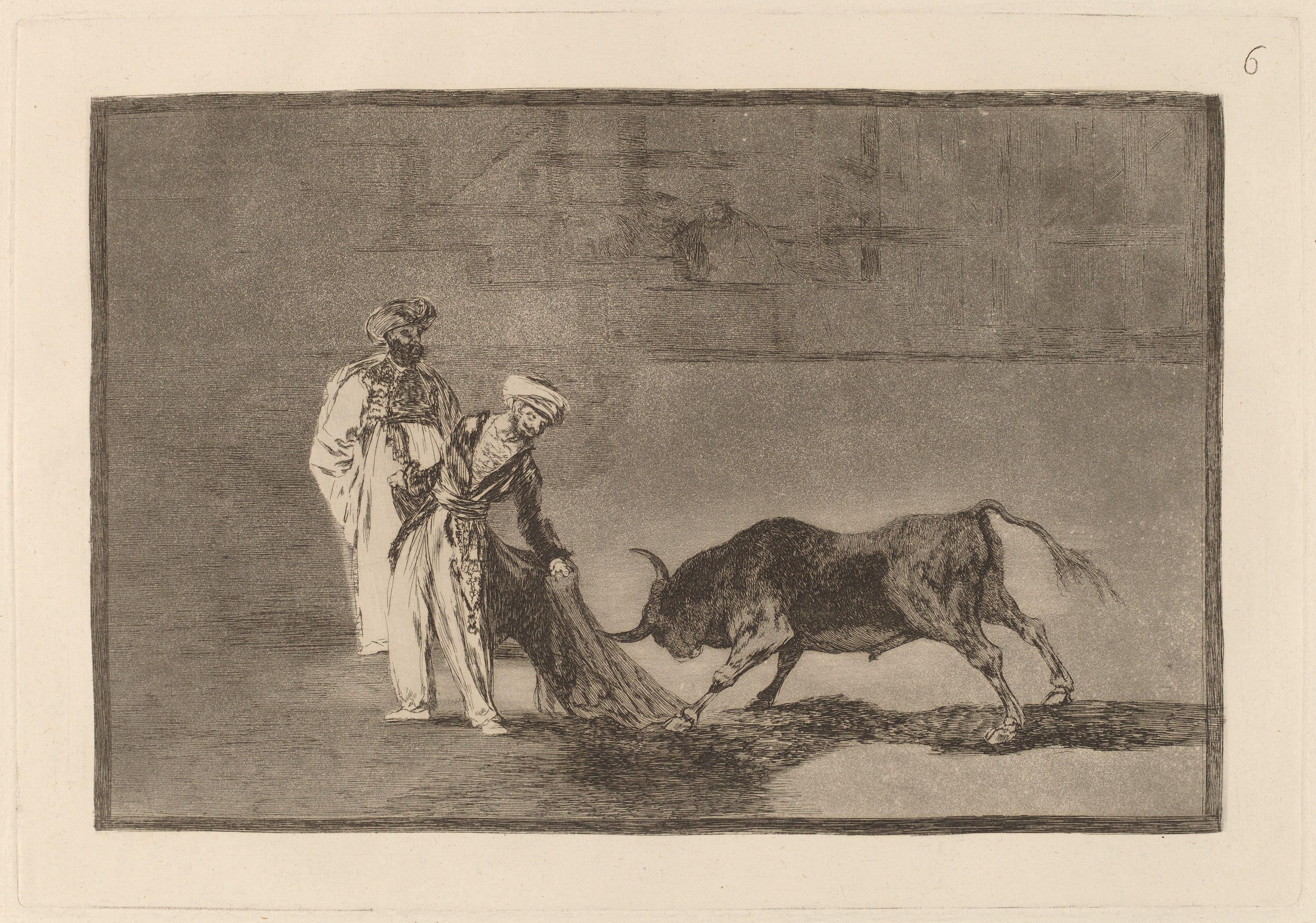
No. 6: Los Moros hacen otro capeo en plaza con su albornoz ("Os mouros toureiam na praça com seus albornozes")
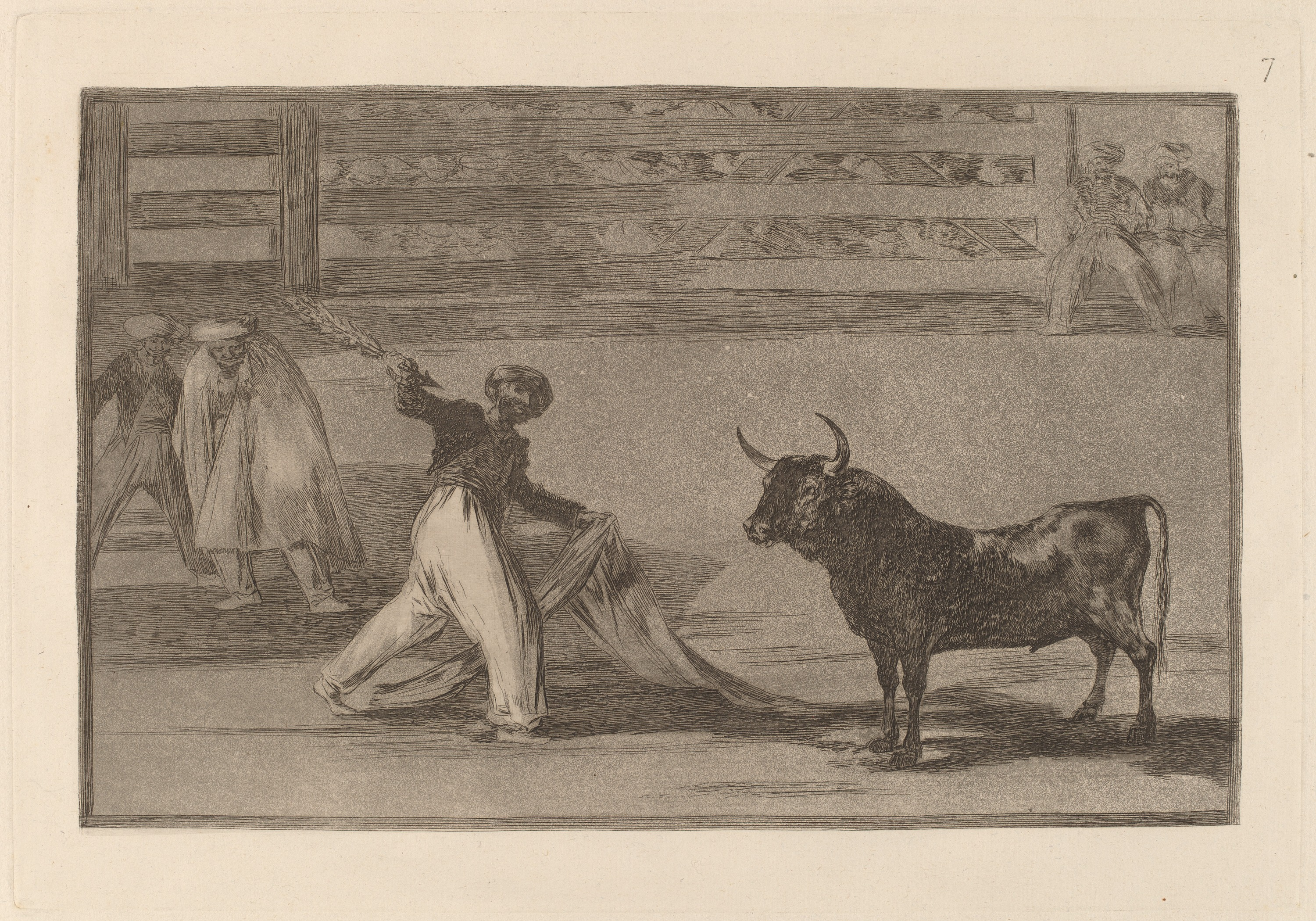
No. 7: Origen de los arpones o banderillas (Origem dos arpões ou bandarilhas)
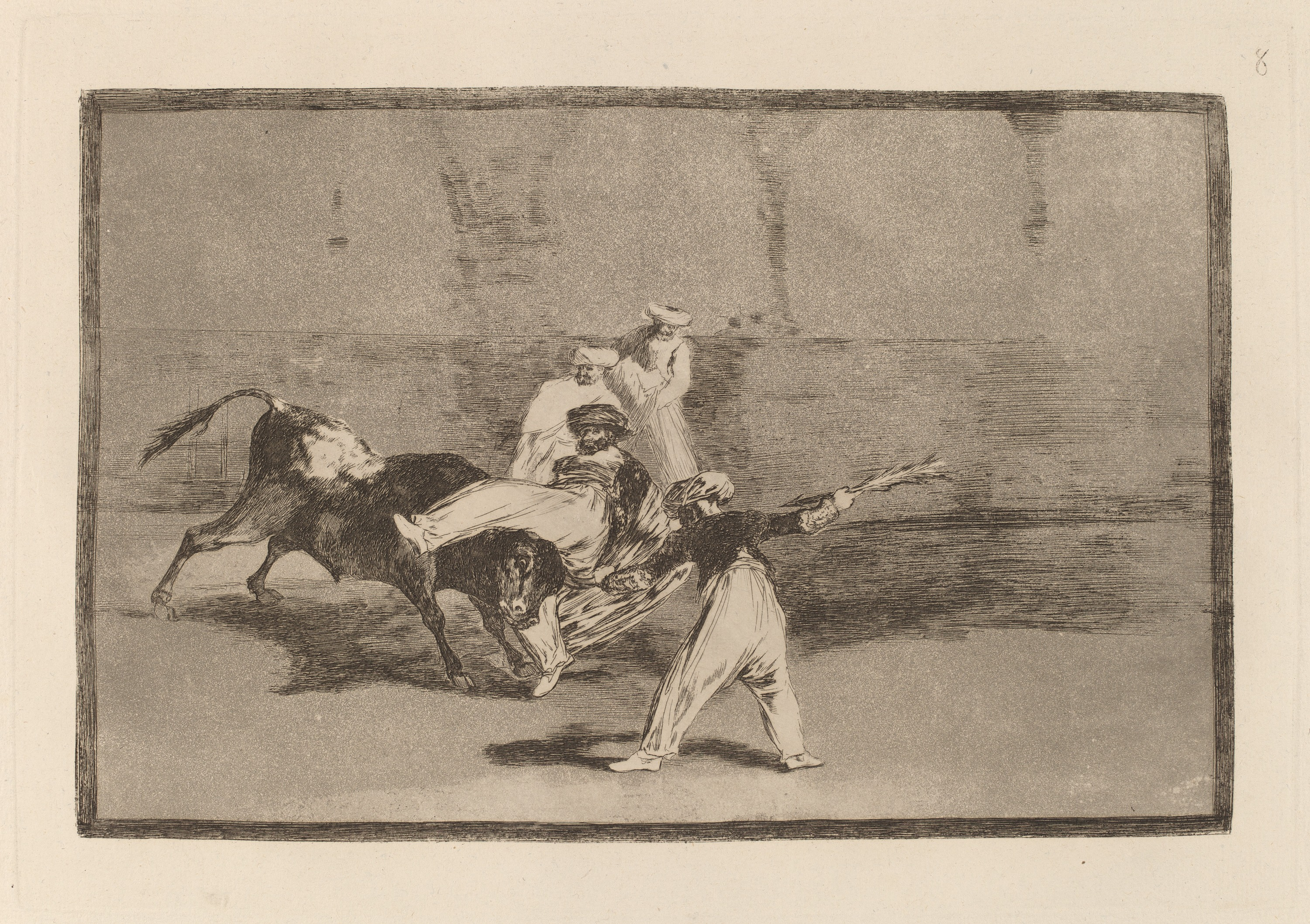
No. 8: Cogida de un moro estando en la plaza ("Um mouro é atingido enquanto está na praça")
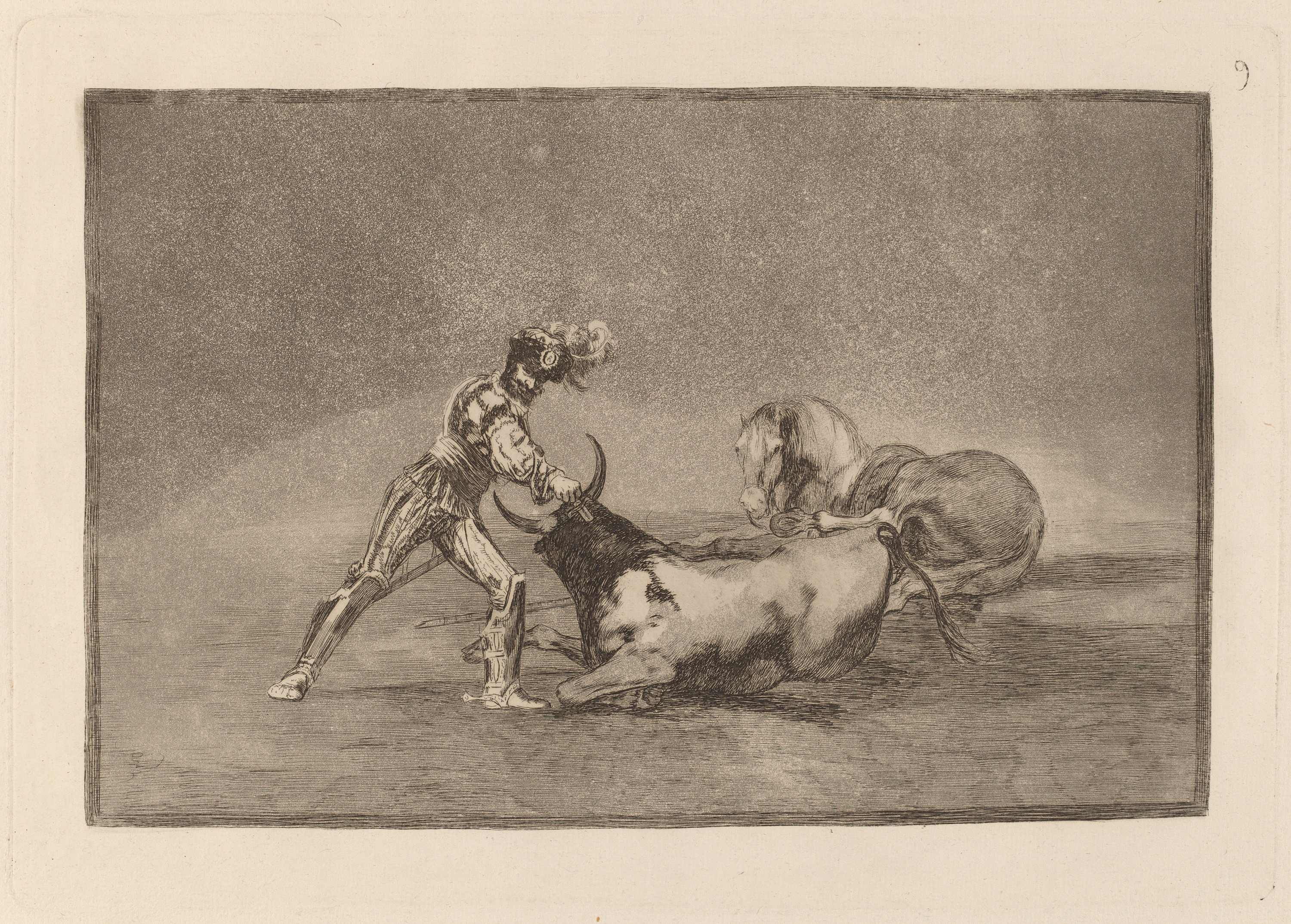
No. 9: Un caballero español mata un toro después de haber perdido el caballo (Um cavaleiro espanhol mata um touro após ter perdido seu cavalo)
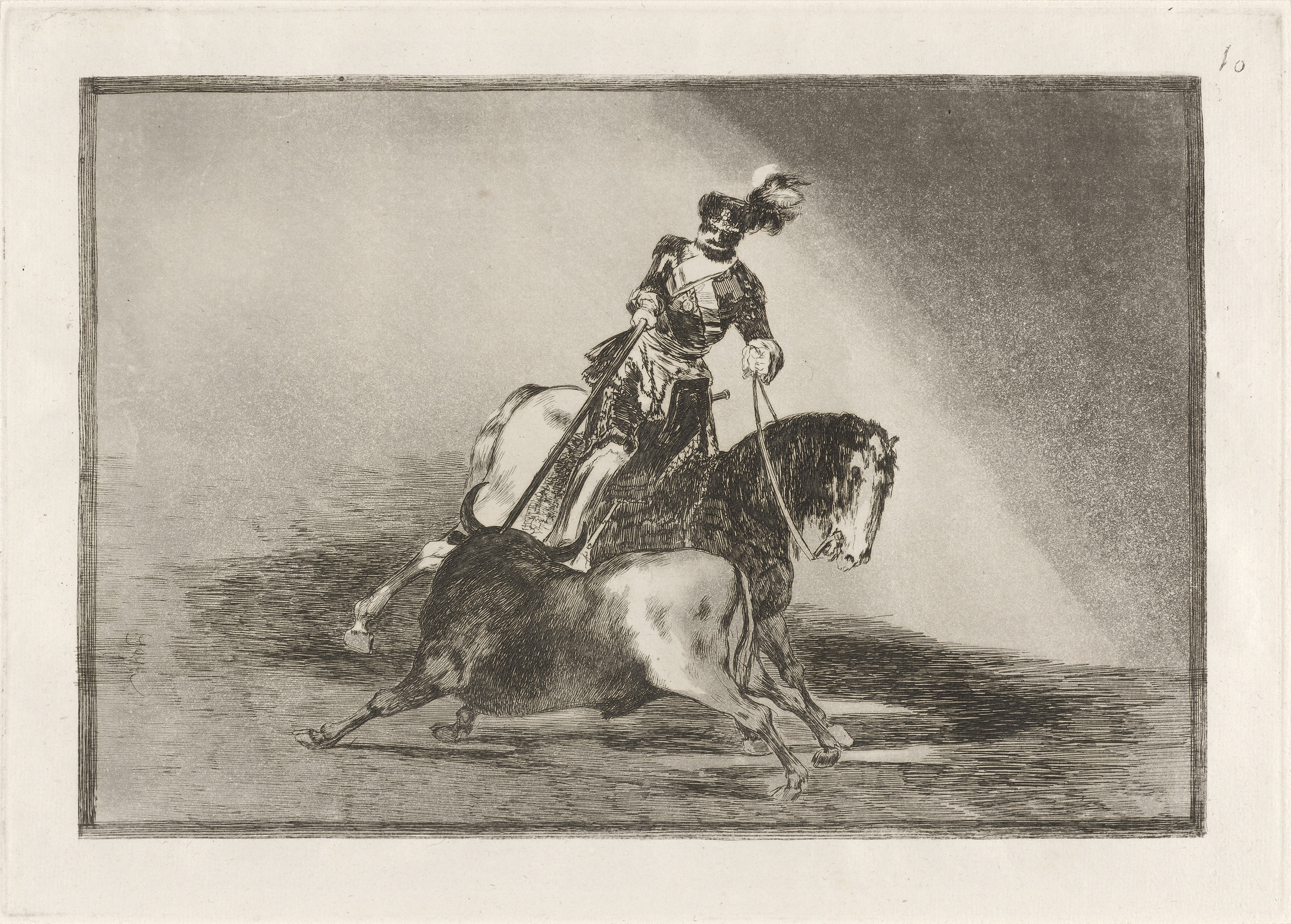
No. 10: Carlos V. lanceando un toro en la plaza de Valladolid (Carlos V lanceando um touro na praça de Valladolid)
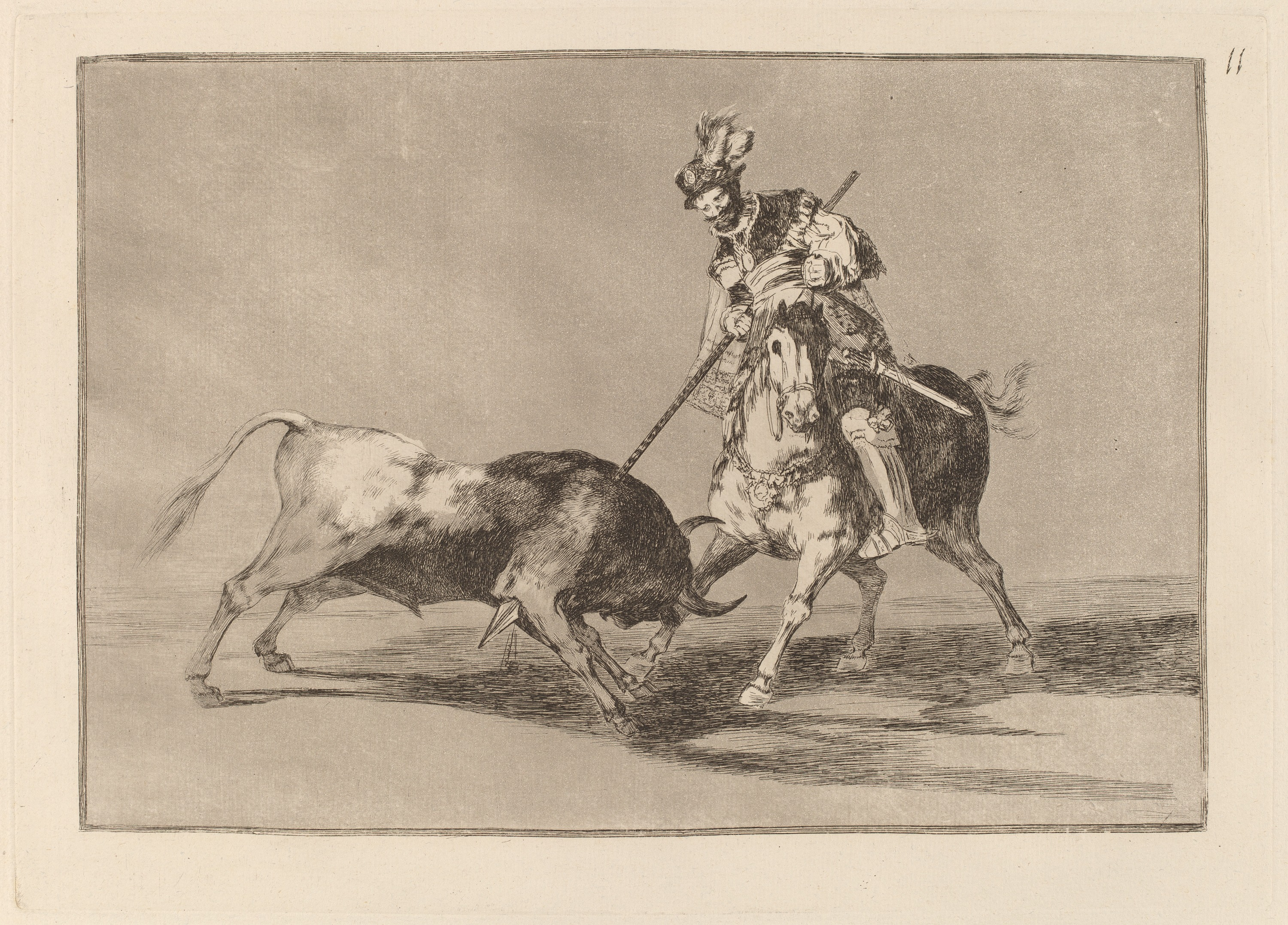
No. 11: El Cid Campeador lanceando otro toro ("El Cid Campeador lanceando outro touro")
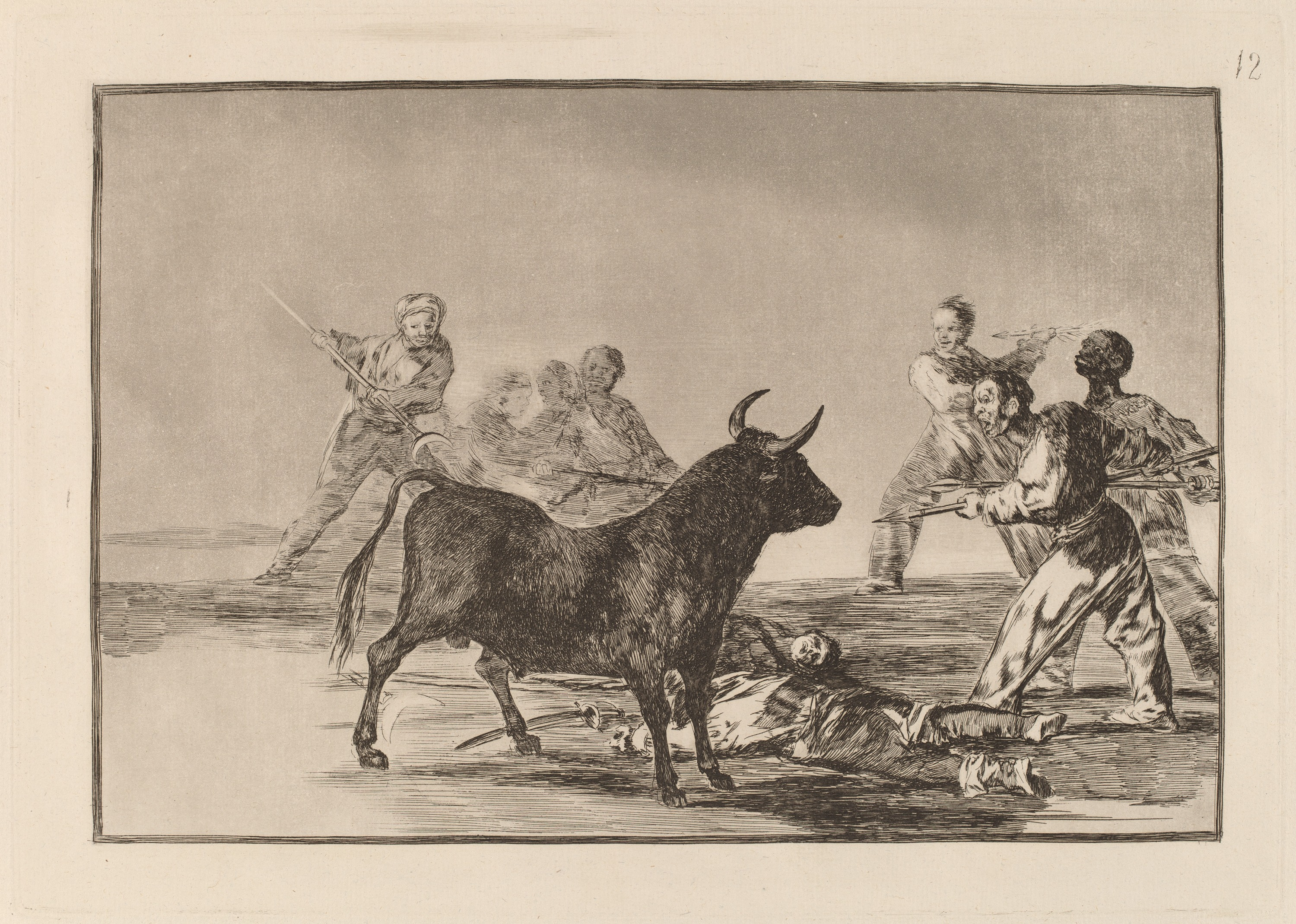
No. 12: Desjarrete de la canalla con lanzas, medias-lunas, banderillas y otras armas (Corte na perna com lanças, meias luas, bandarilhas e outras armas)
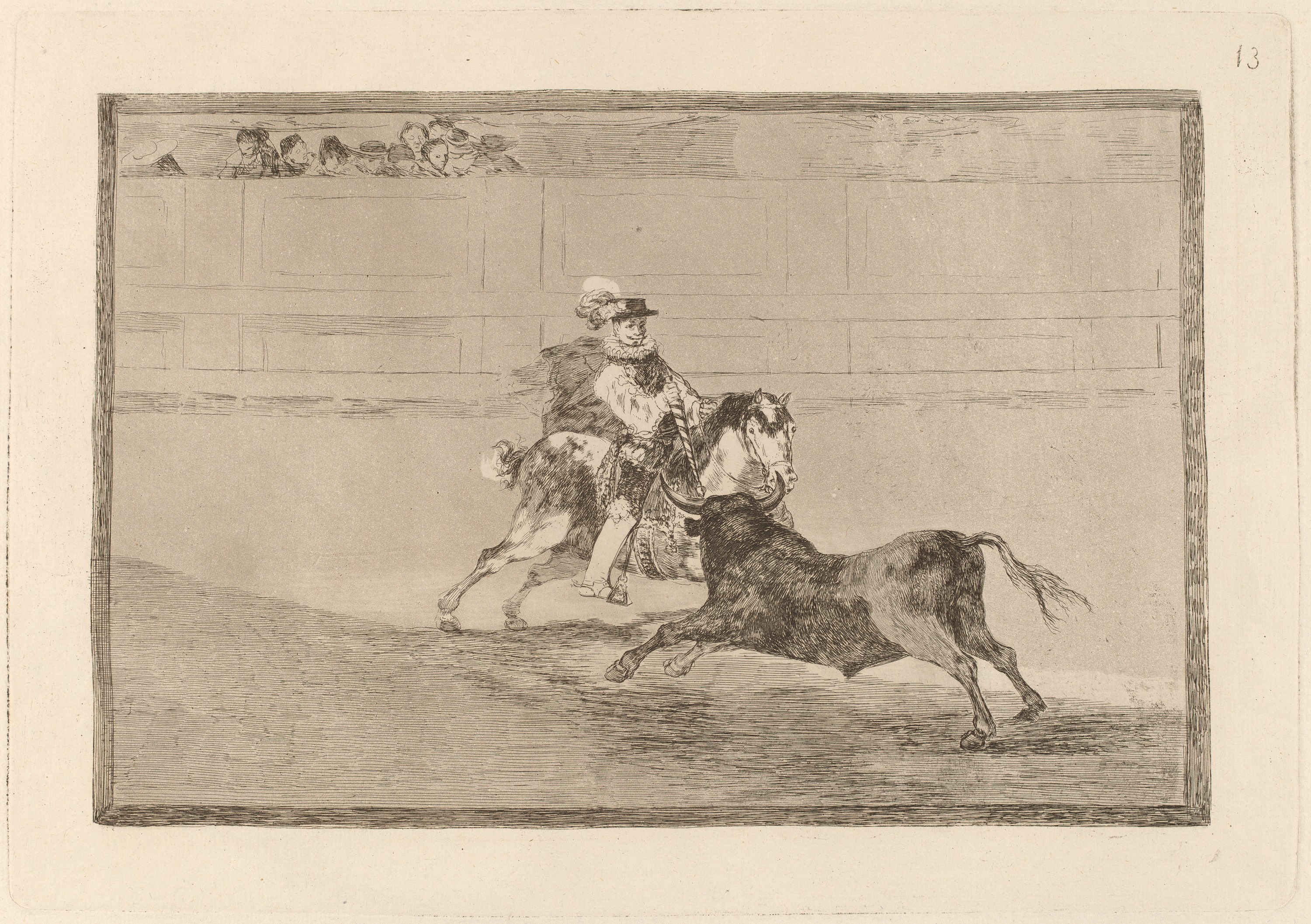
No. 13: Un caballero español en plaza quebrando rejoncillos sin auxilio de los chulos (Um cavaleiro espanhol na praça, quebrando lanças sem ser ajudado pelos auxiliares)
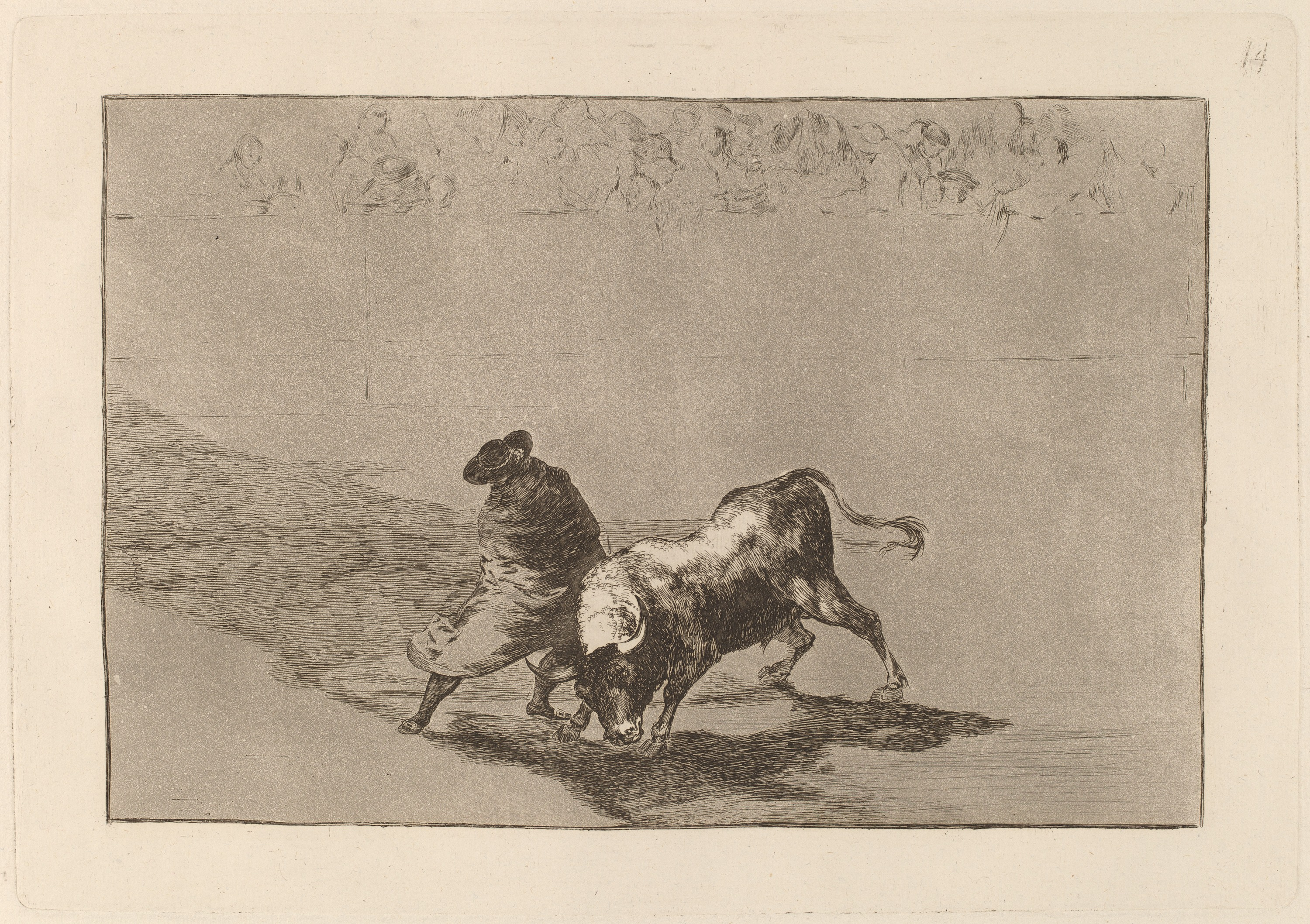
No. 14: El diestrisimo estudiante de Falces, embozado, burla al toro con sus quiebros (O hábil estudante de Falces, embuçado, engana o touro com suas gingas)
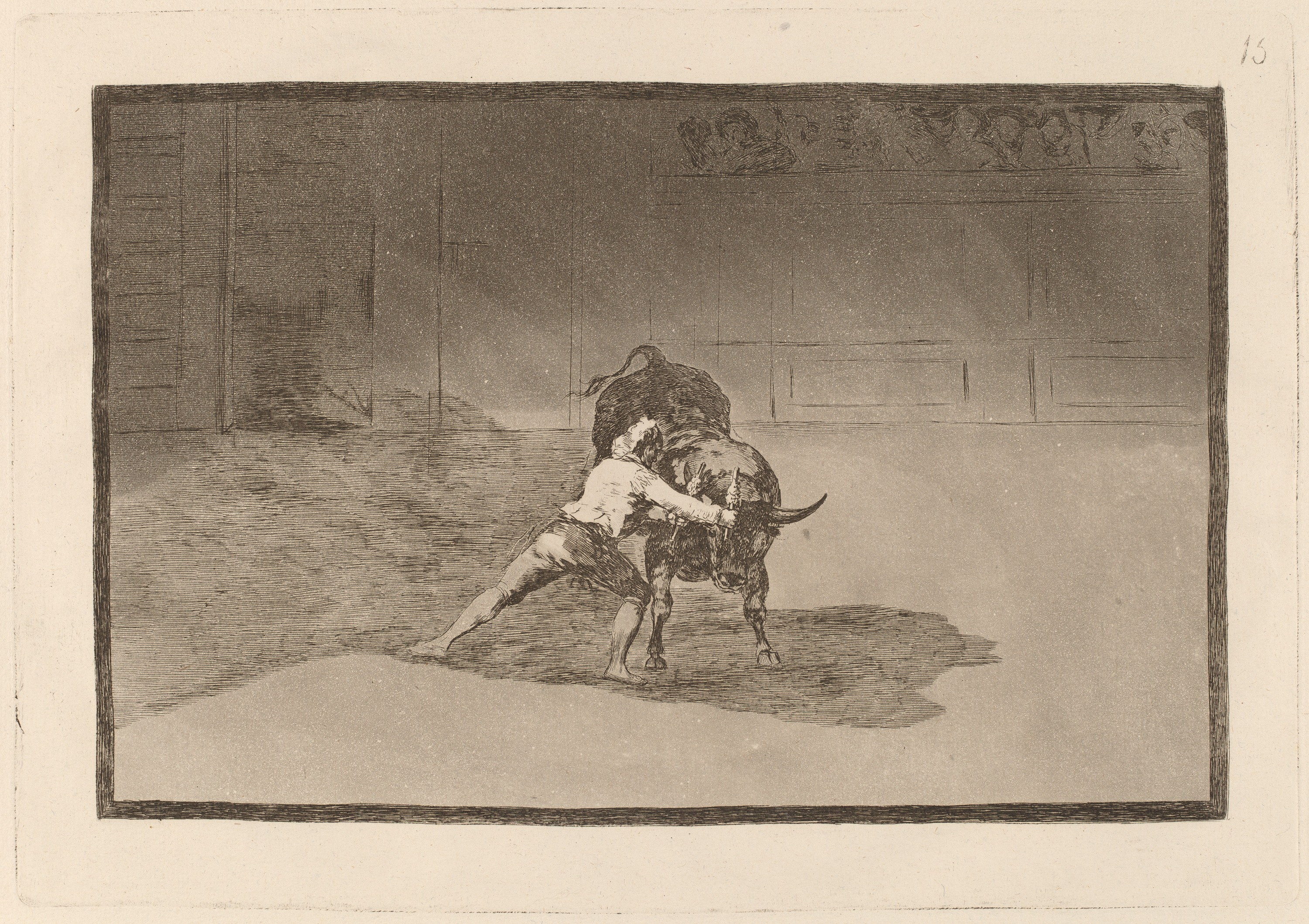
No. 15: El famoso Martincho poniendo banderillas al quiebro (O famoso Martincho colocando bandarilhas enquanto ginga)
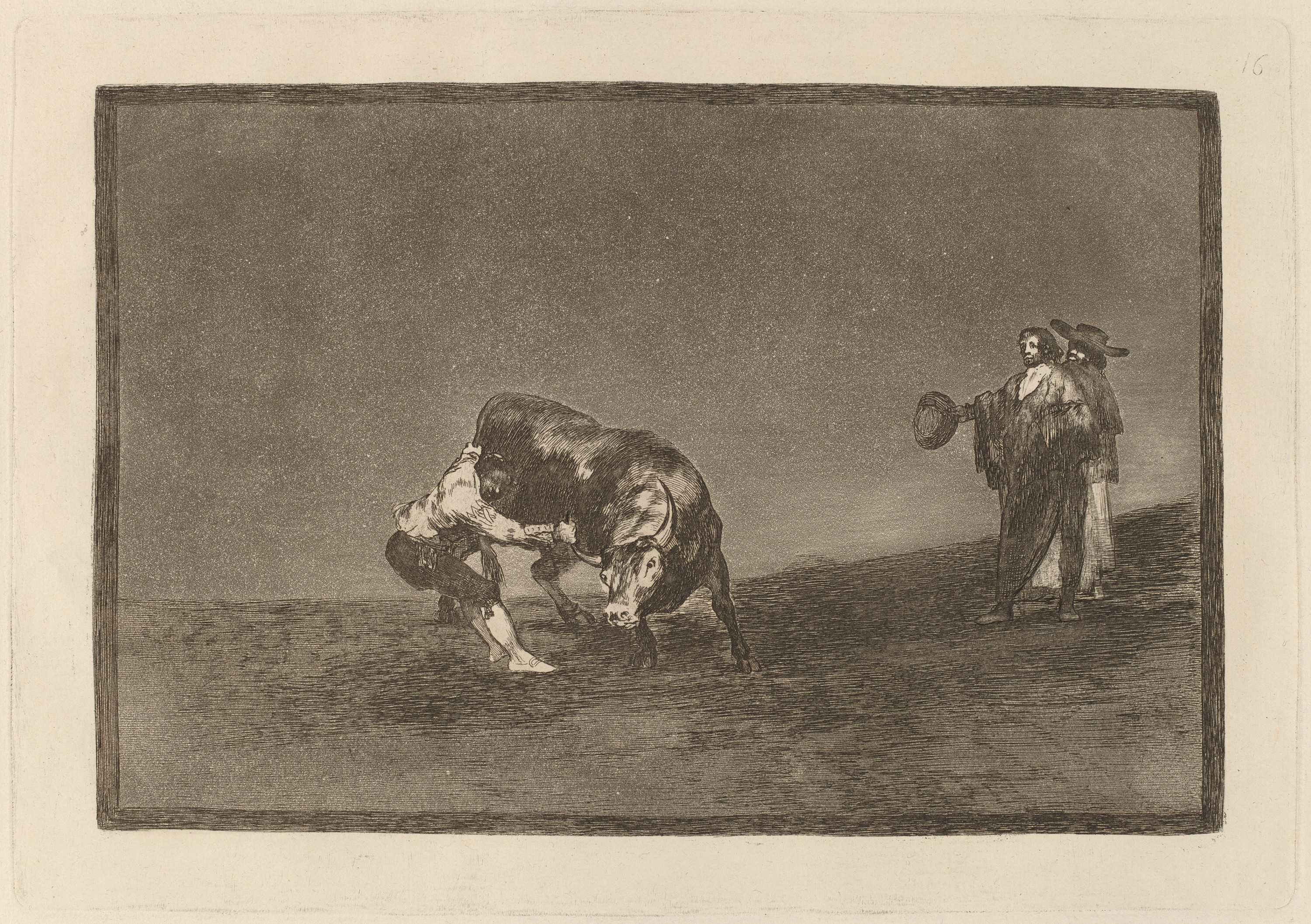
No. 16: El mismo vuelca un toro en la plaza de Madrid (O mesmo derruba um touro na praça de Madri)
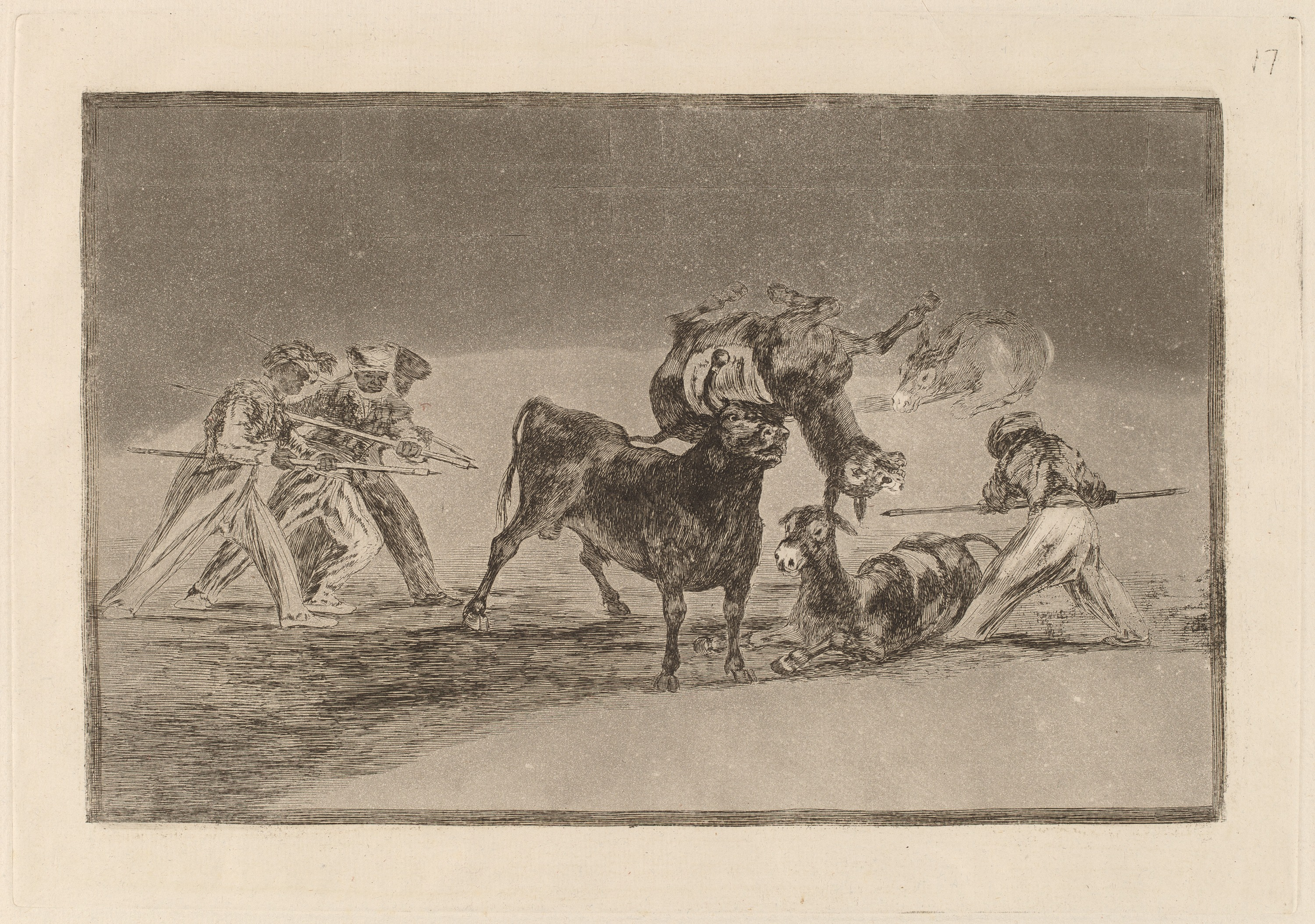
No. 17: Palenque de los moros hecho con burros para defenderse del toro embolado (Proteção dos mouros feita com burros para defender-se do touro enfurecido)
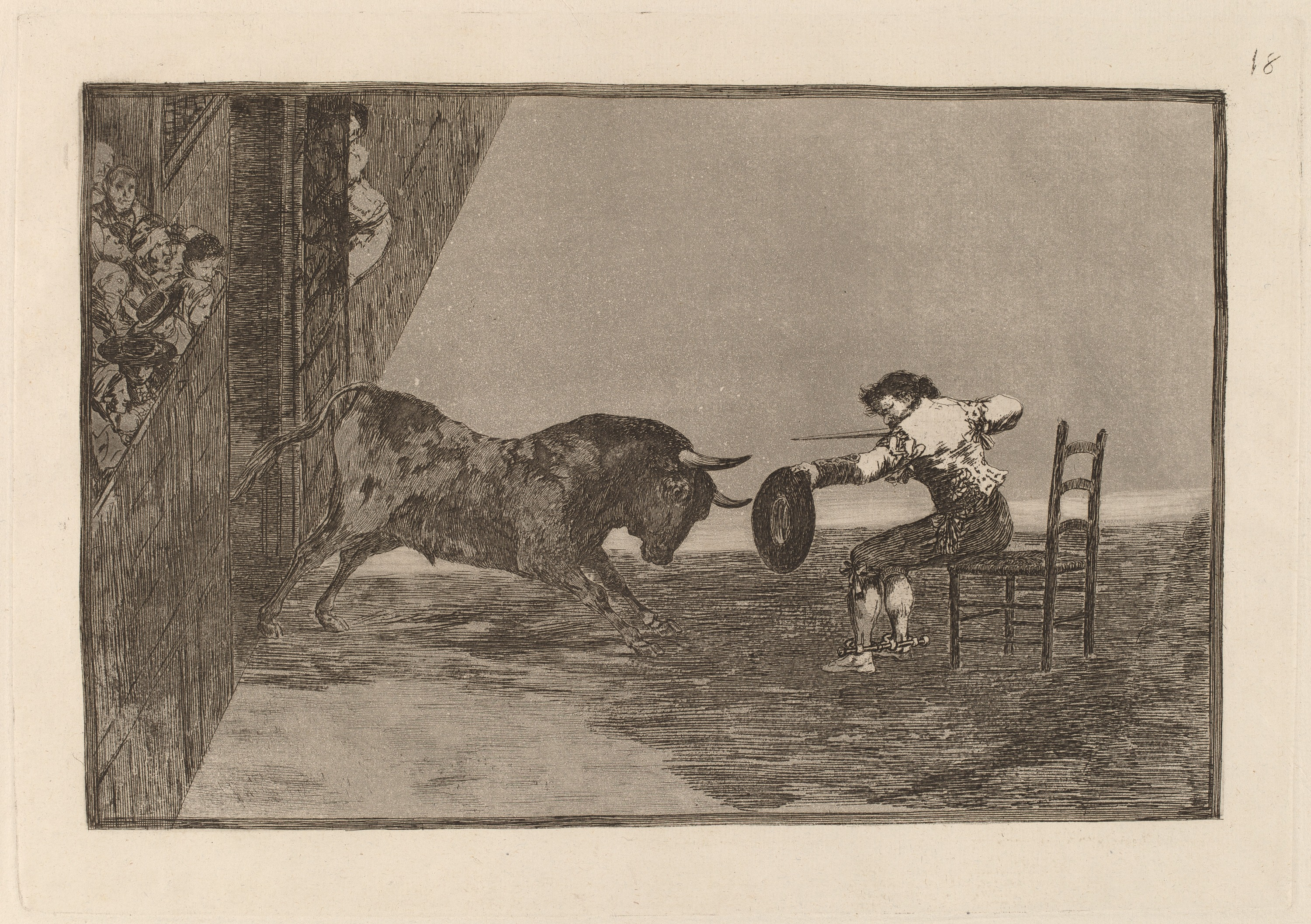
No. 18: Temeridad de Martincho en la plaza de Zaragoza (Ousadia de Martincho na praça de Zaragoza)
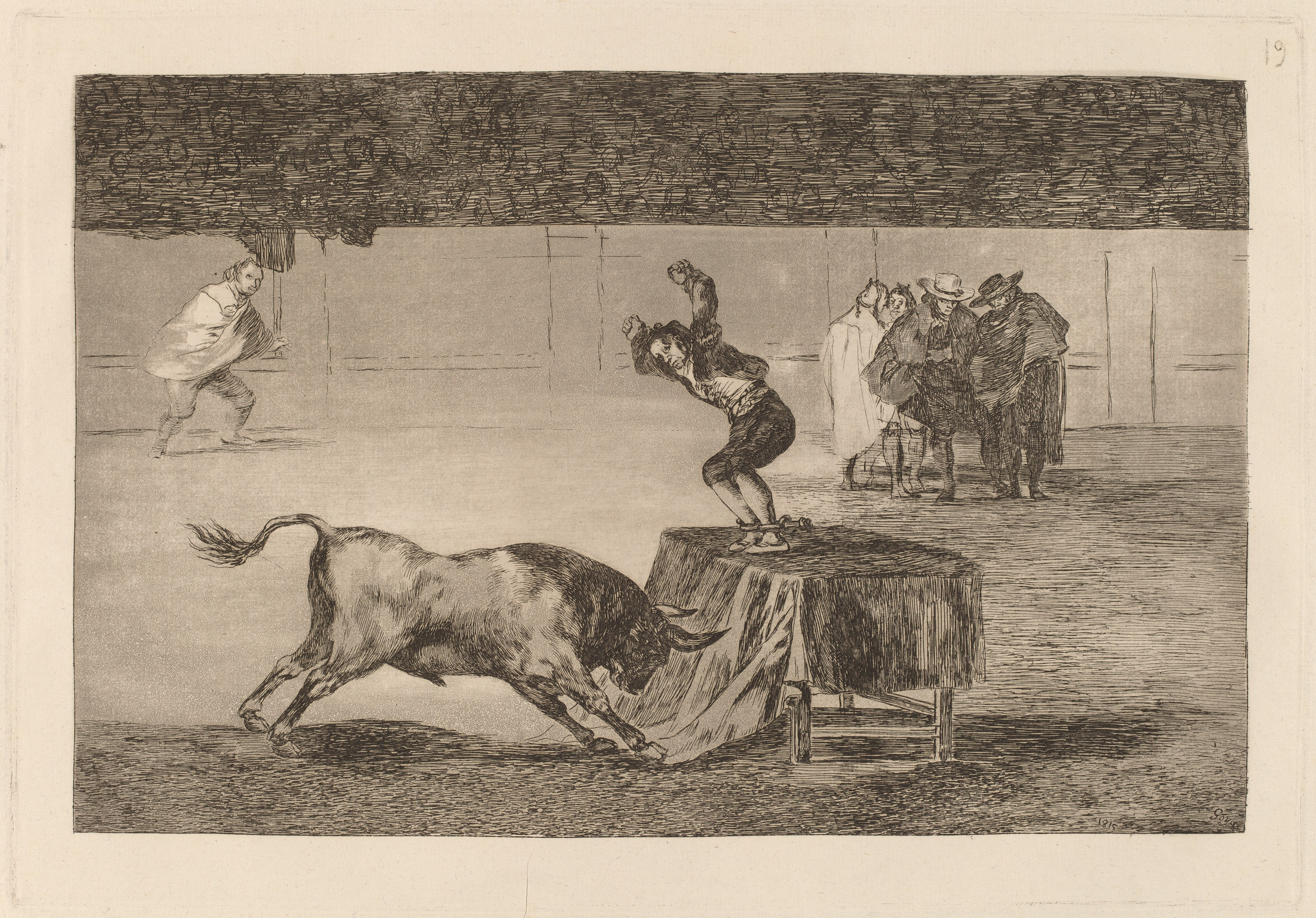
No. 19: Otra locura suya en la misma plaza (Outra loucura dele na mesma praça)
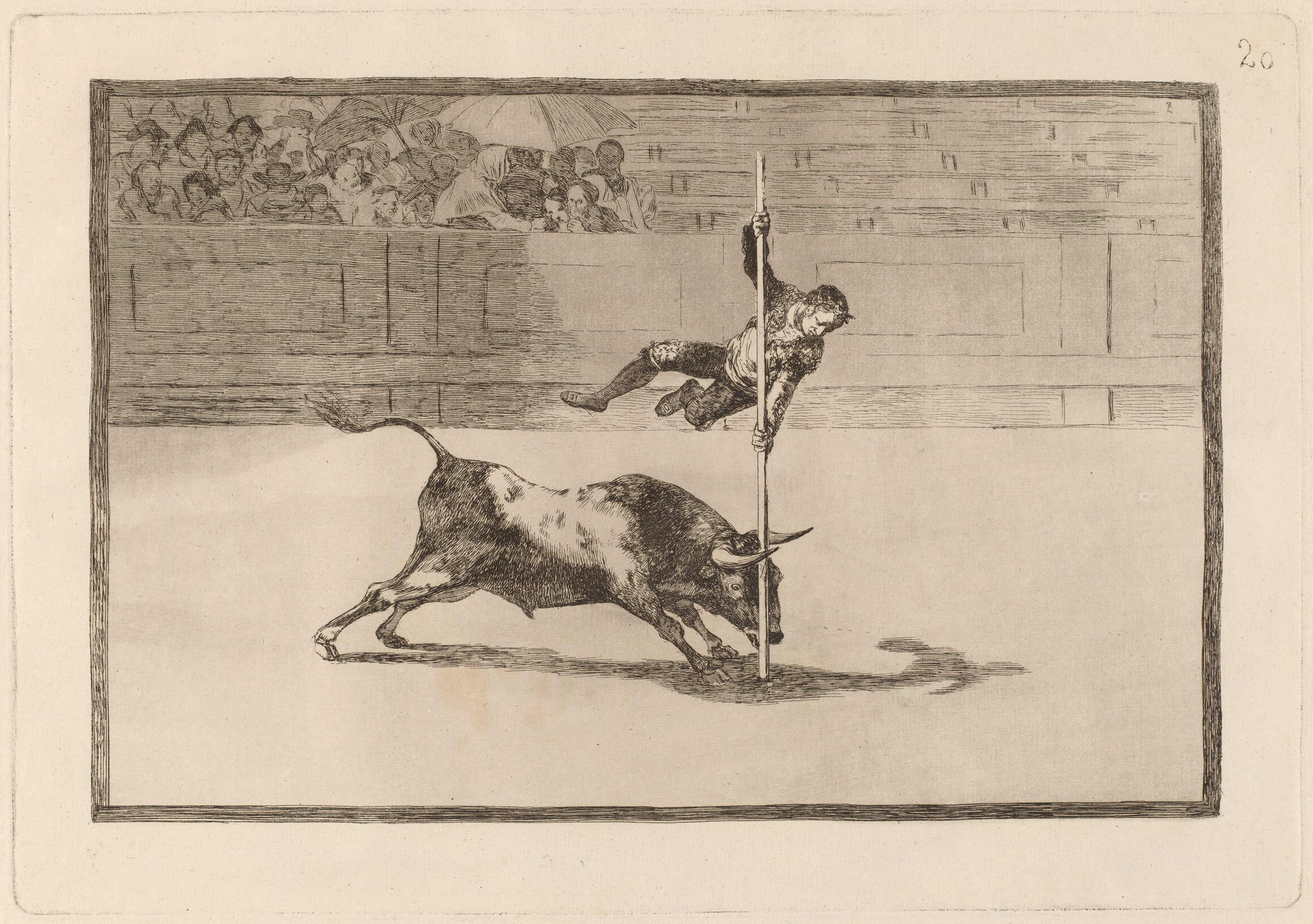
No. 20: Ligereza y atrevimiento de Juanito Apiñani en la de Madrid (Agilidade e ousadia de Juanito Apiñani na praça de Madri)
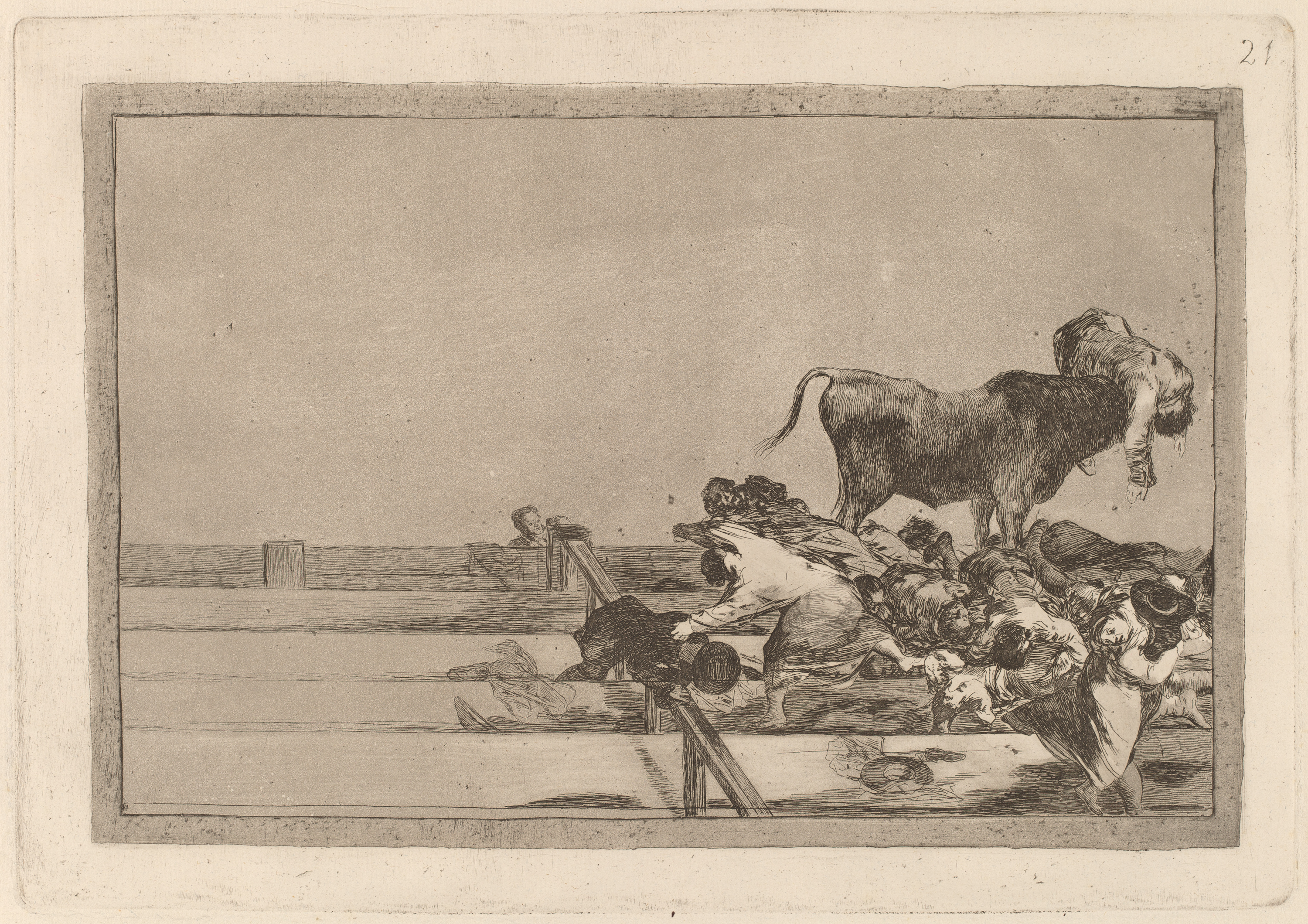
No. 21: Desgracias acaecidas en el tendido de la plaza de Madrid, y muerte del alcalde de Torrejón (Desgraças acontecidas na arquibancada da praça de Madri e morte do alcaide de Torrejón)
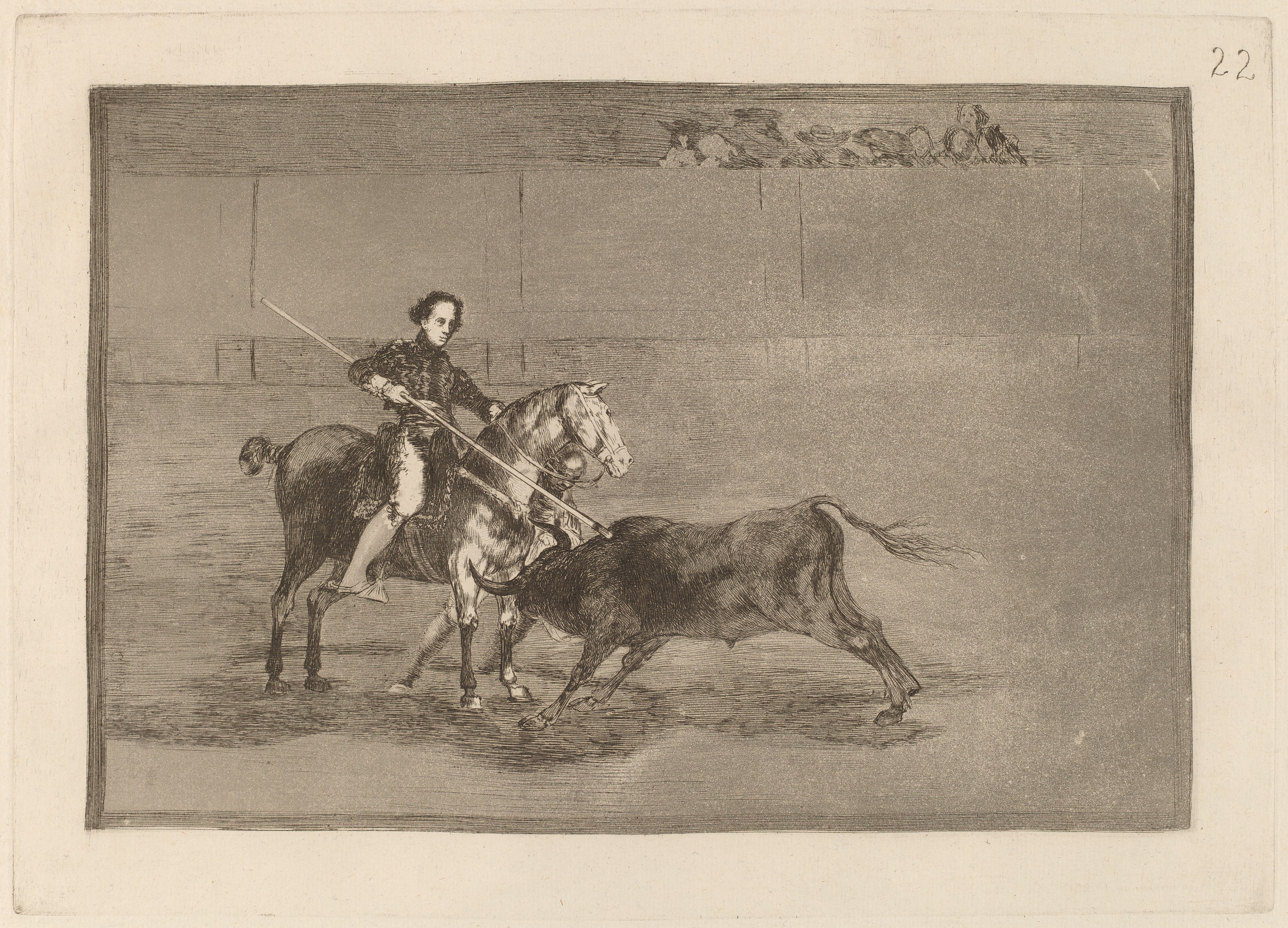
No. 22: Valor varonil de la celebre Pajuelera en la de Zaragoza (Valor viril da célebre Pajuelera na praça Zaragoza)
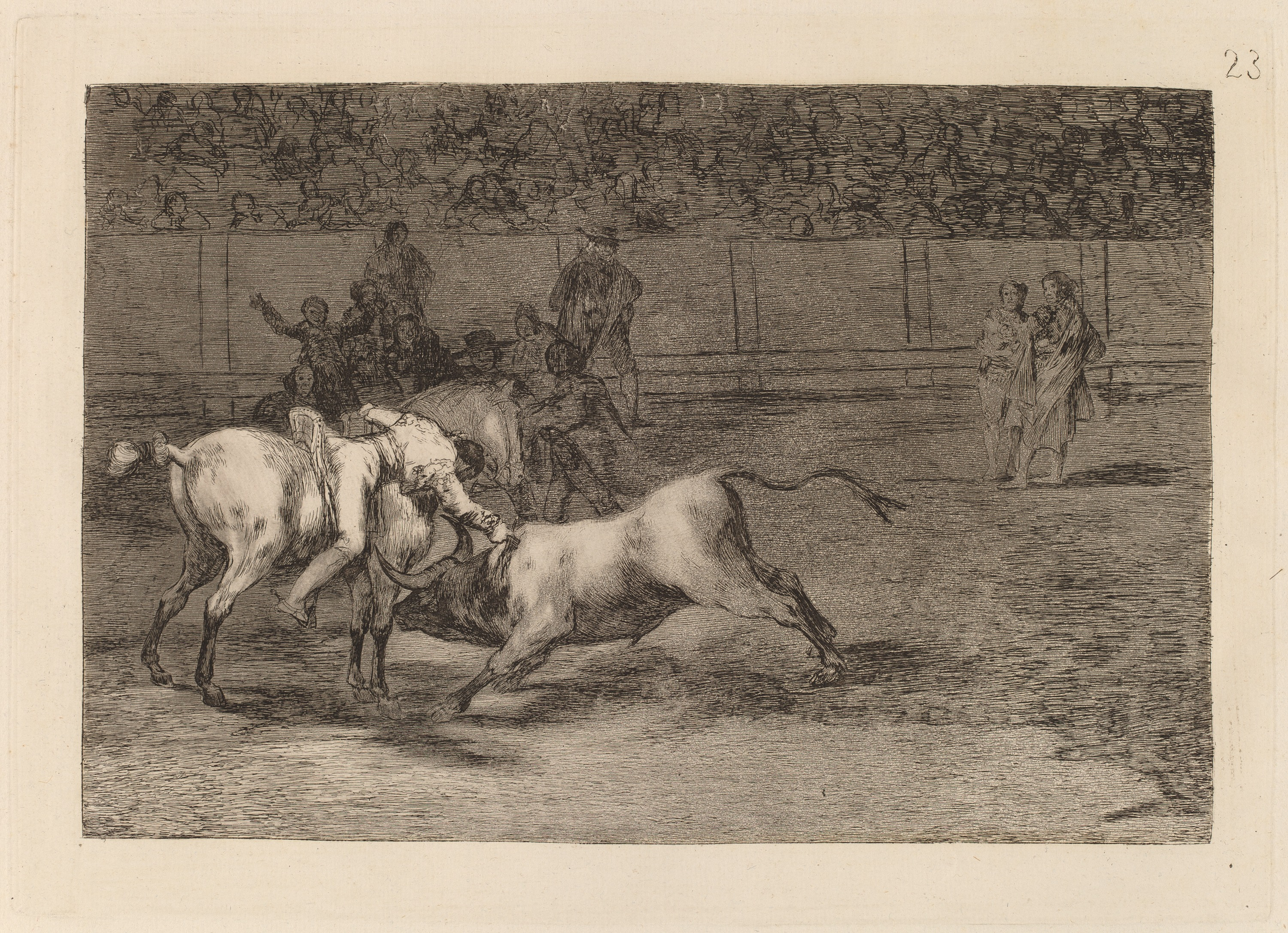
No. 23: Mariano Ceballos, alias "El Indio", mata el toro desde su caballo (Mariano Ceballos, conhecido como "O índio ", mata o touro enquanto monta seu cavalo)
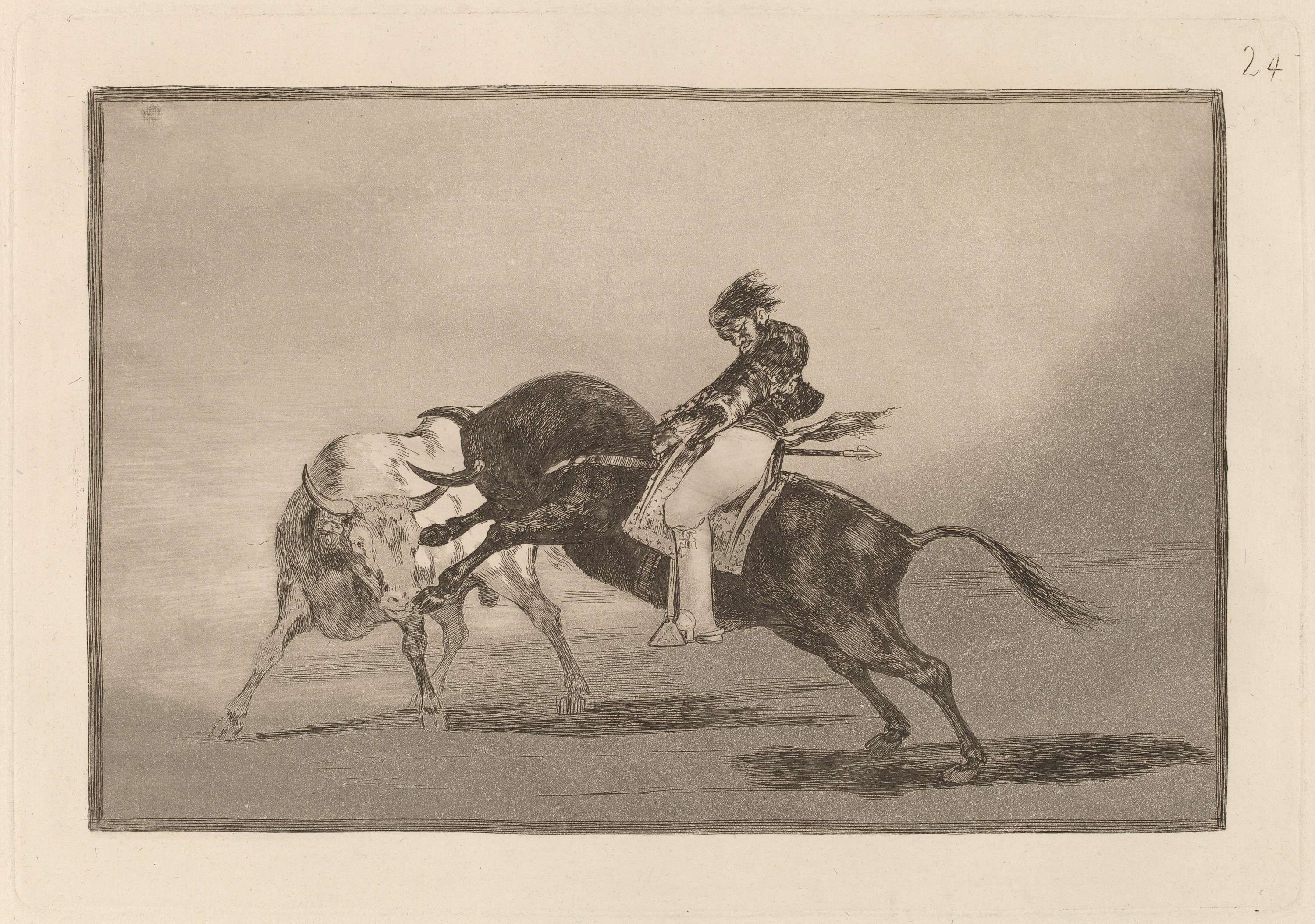
No. 24: El mismo Ceballos montado sobre otro toro quiebra rejones en la plaza de Madrid (O mesmo Ceballos, montado em outro touro, quebra lanças na Praça de Madri)
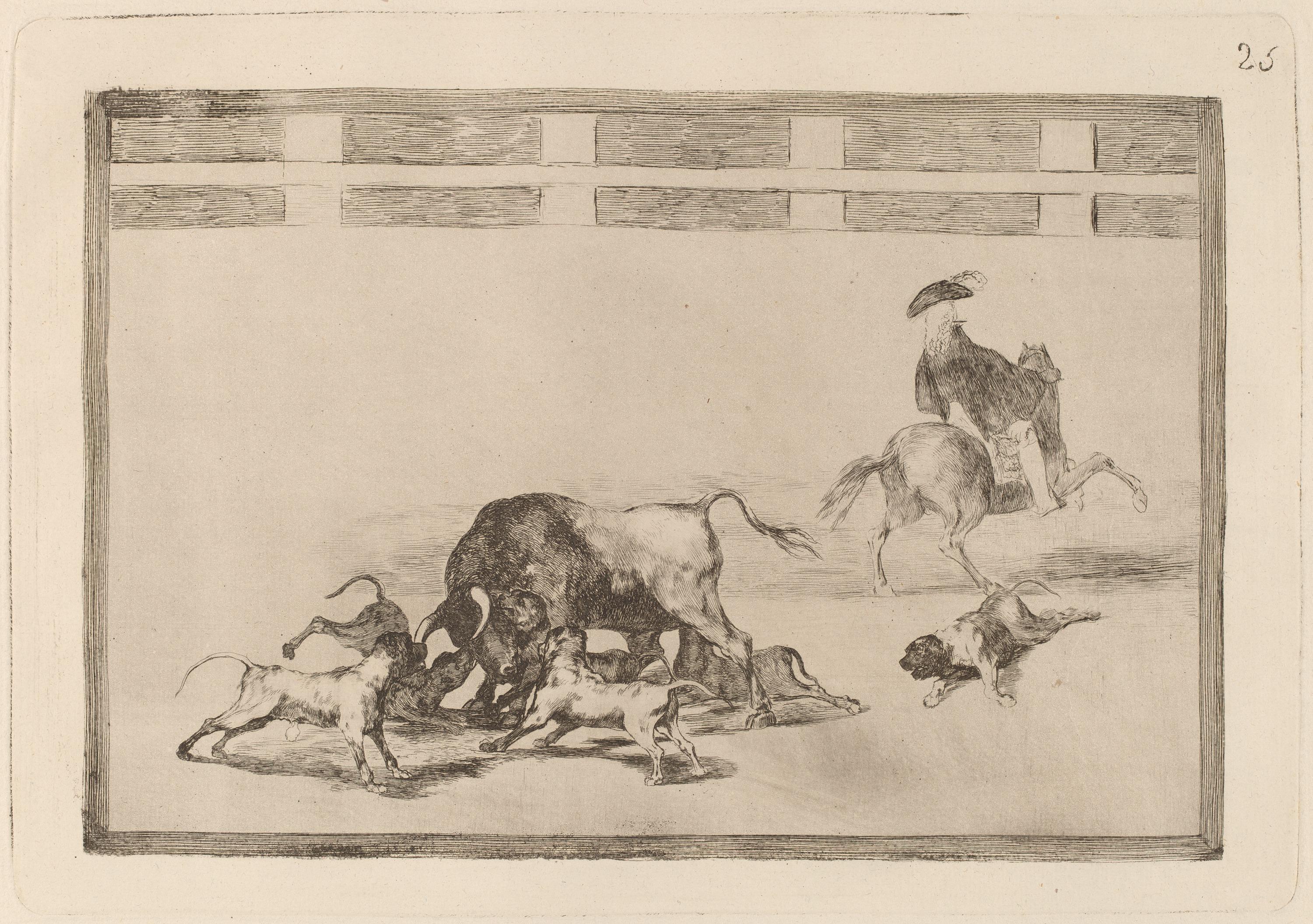
No. 25: Echan perros al toro (Soltam os cachorros contra o touro)
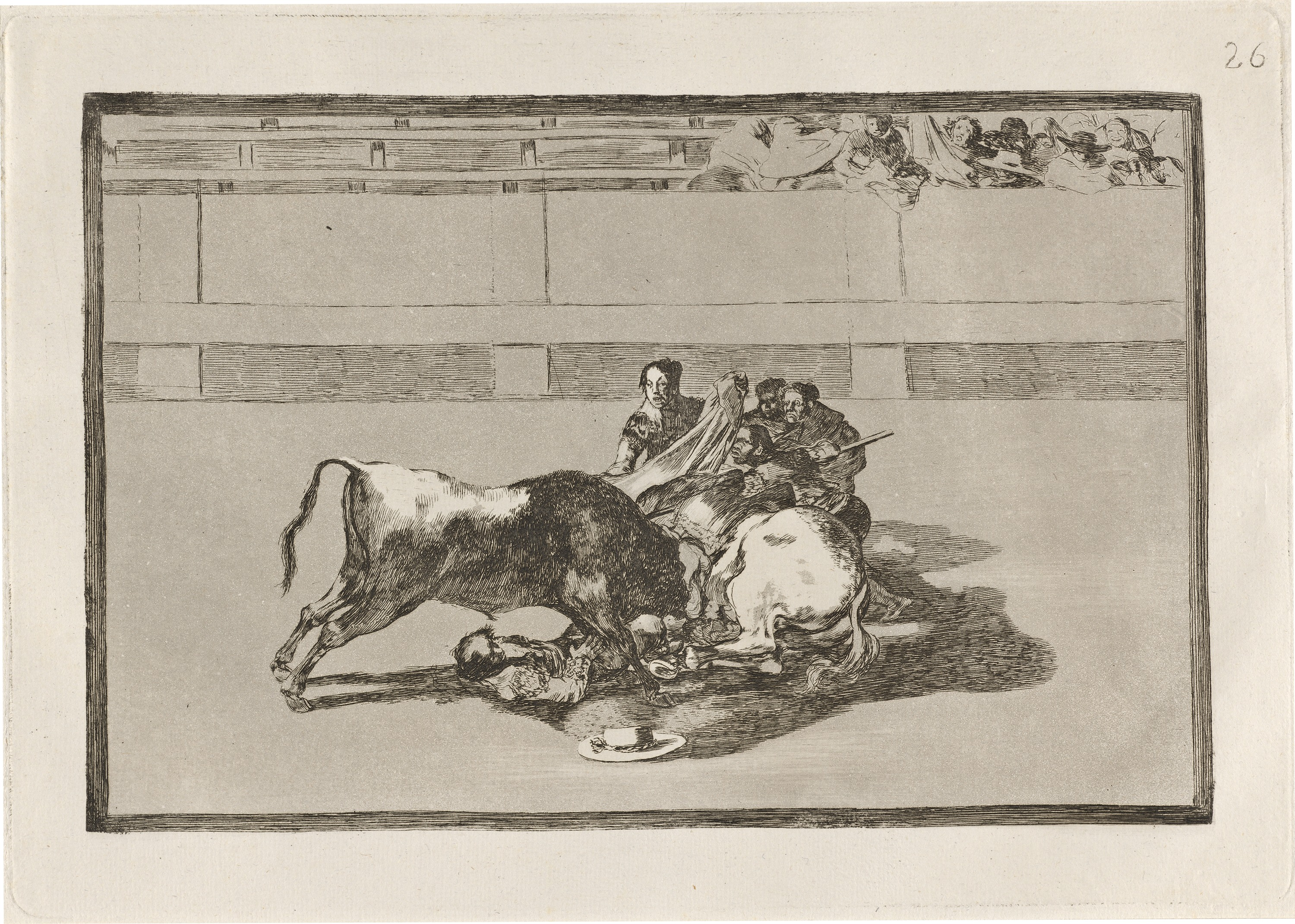
No. 26: Caida de un picador de su caballo debajo del toro (O picador cai do seu cavalo sob o touro)
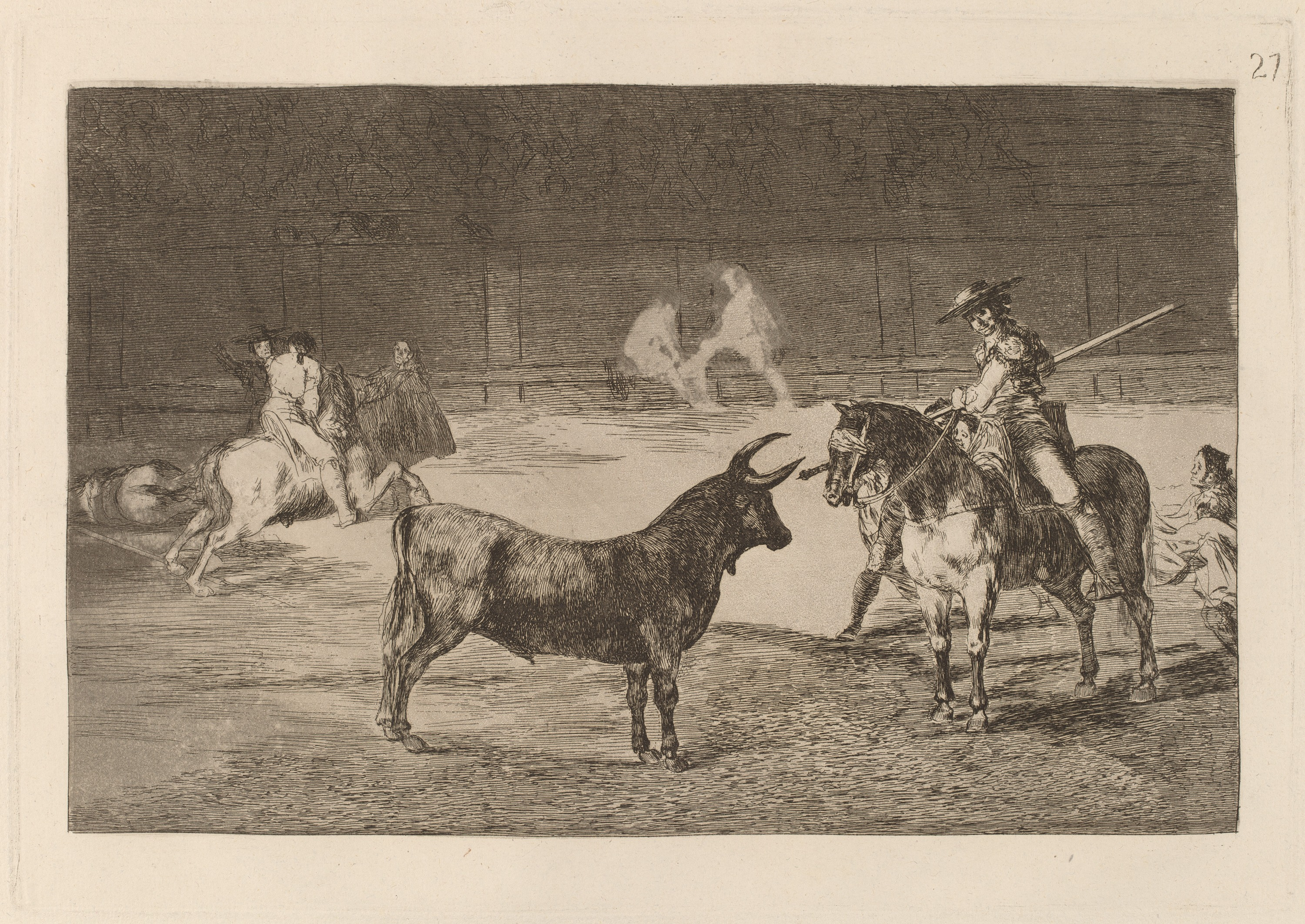
No. 27: El celebre Fernando del Toro, barilarguero, obligando a la fiera con su garrocha (O célebre Fernando del Toro, picador, sujeitando a fera com sua lança)
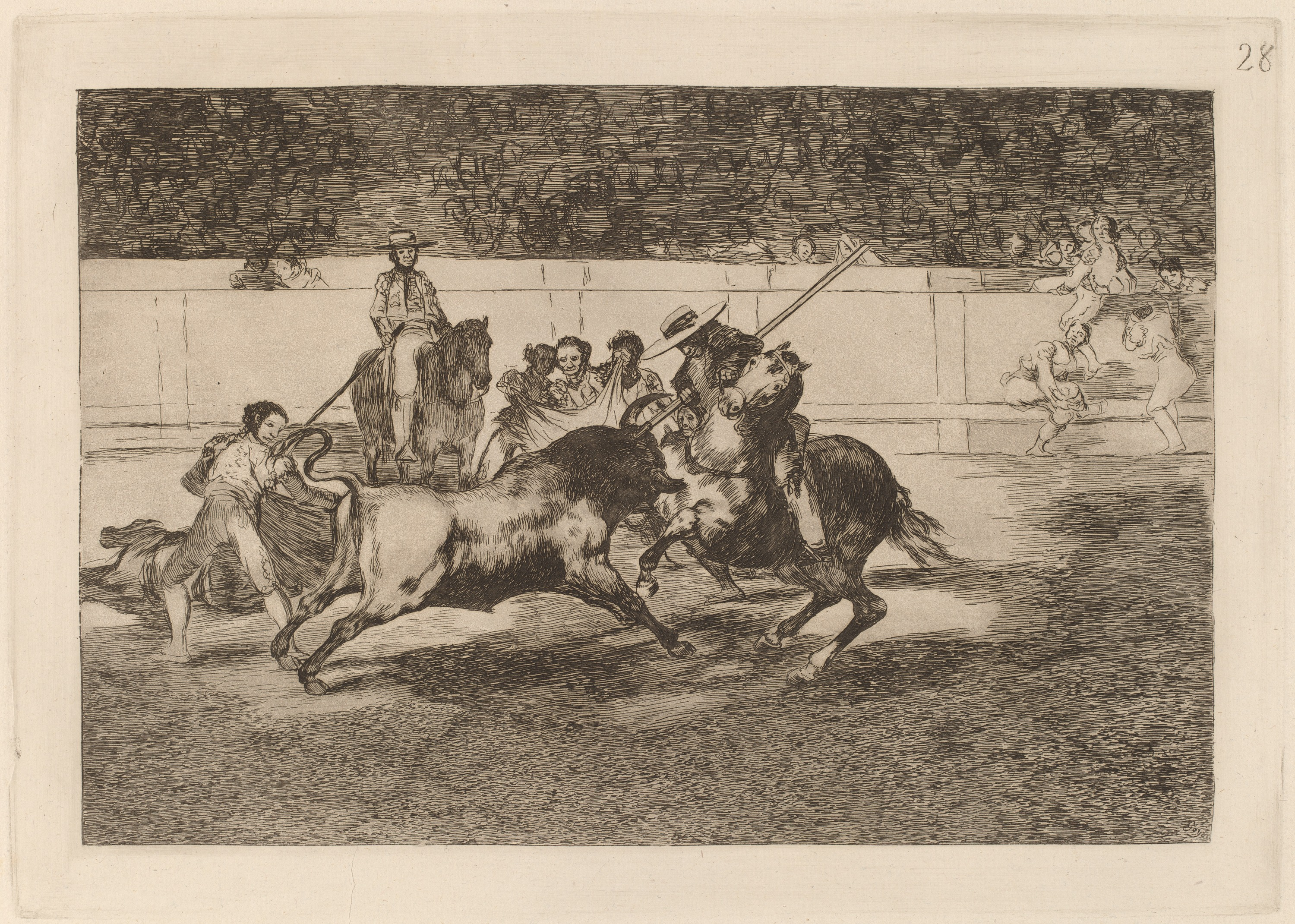
No. 28: El esforzado Rendón picando un toro, de cuya suerte murió en plaza de Madrid (O valente Rendón pica um touro, que por sorte morreu na praça de Madri)
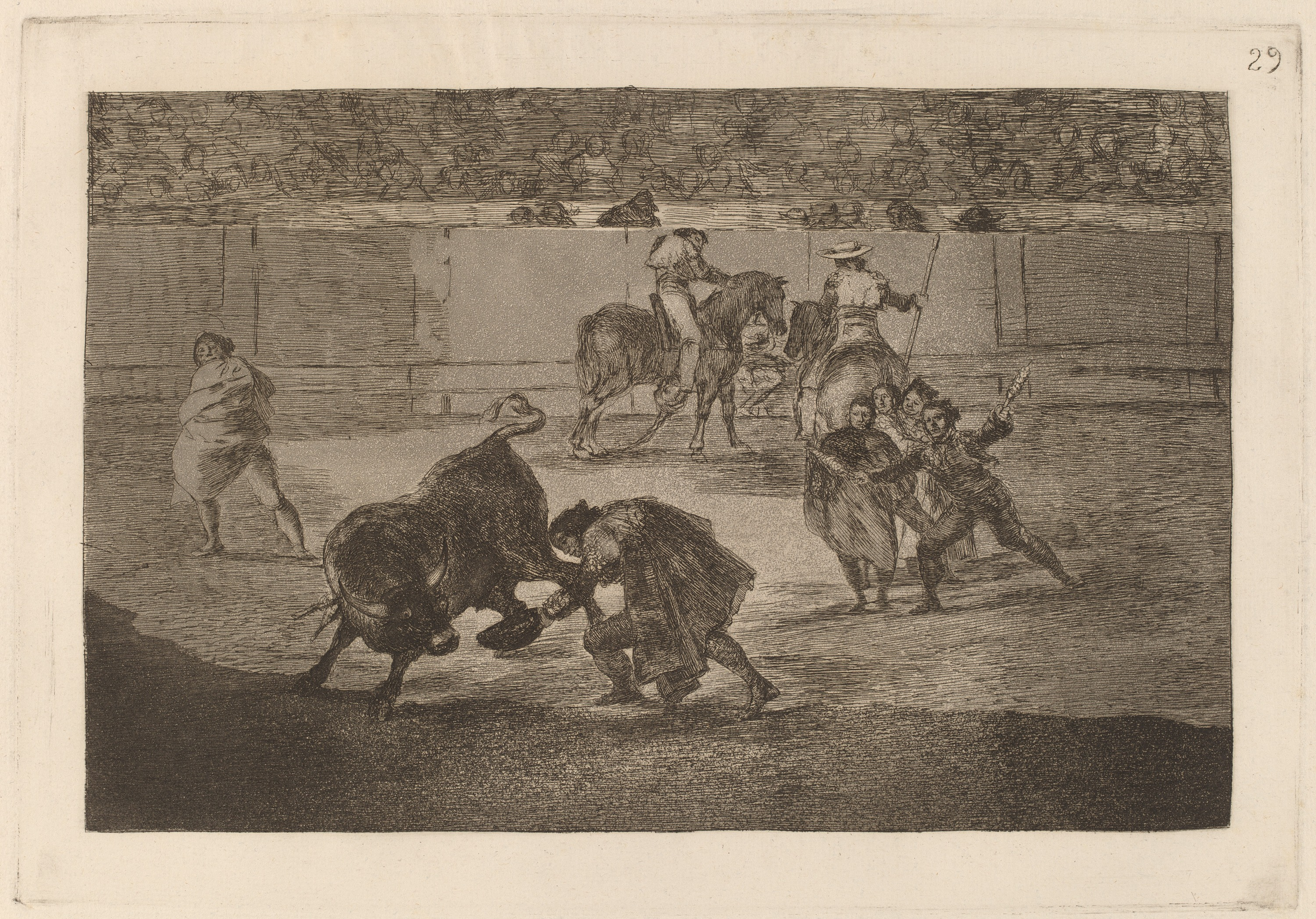
No. 29: Pepe Illo haciendo el recorte al toro (Pepe Illo cortando o touro)
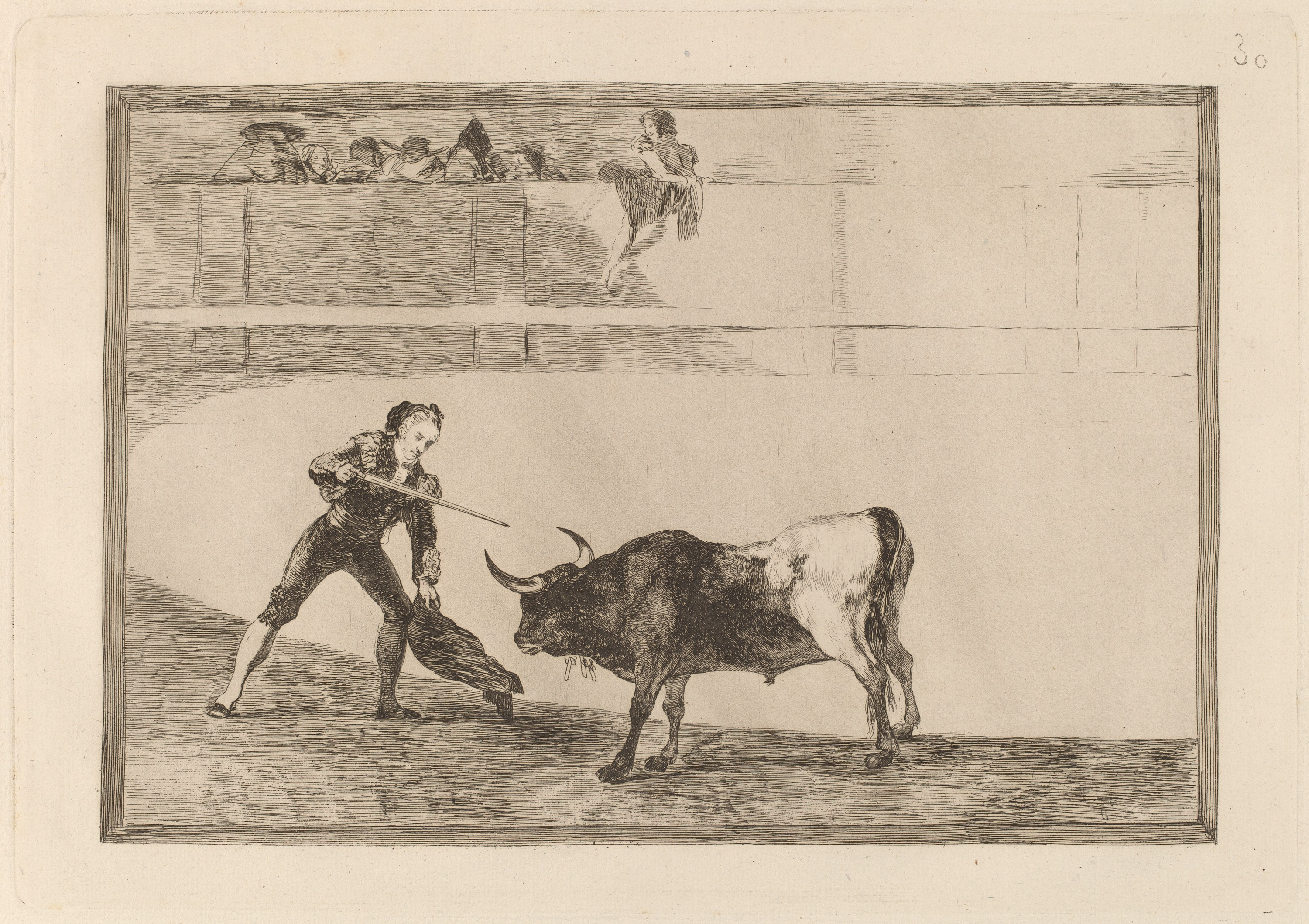
No. 30: Pedro Romero matando a toro parado (Pedro Romero matando um touro parado)
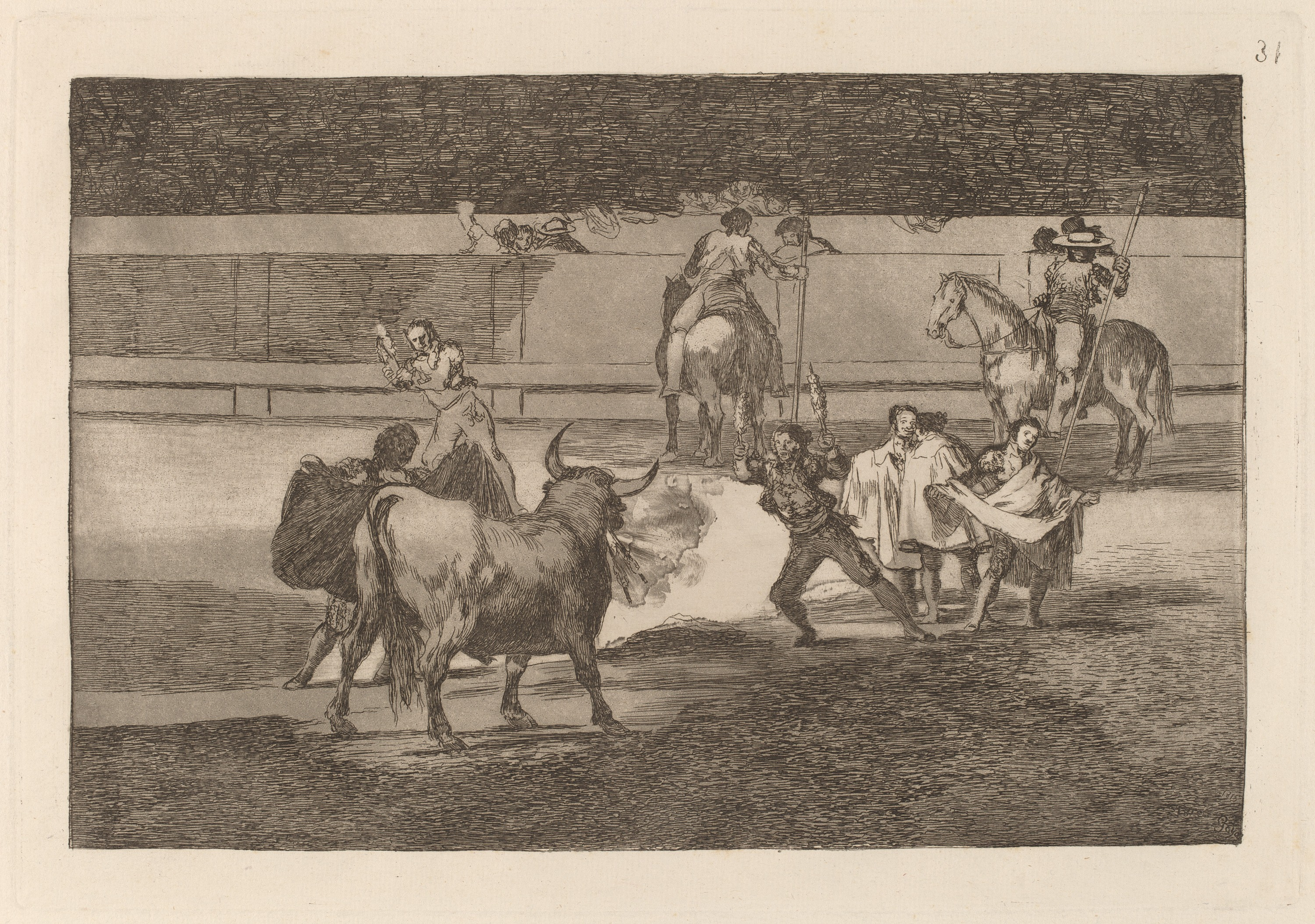
No. 31: Banderillas de fuego (Bandarilhas de fogo)
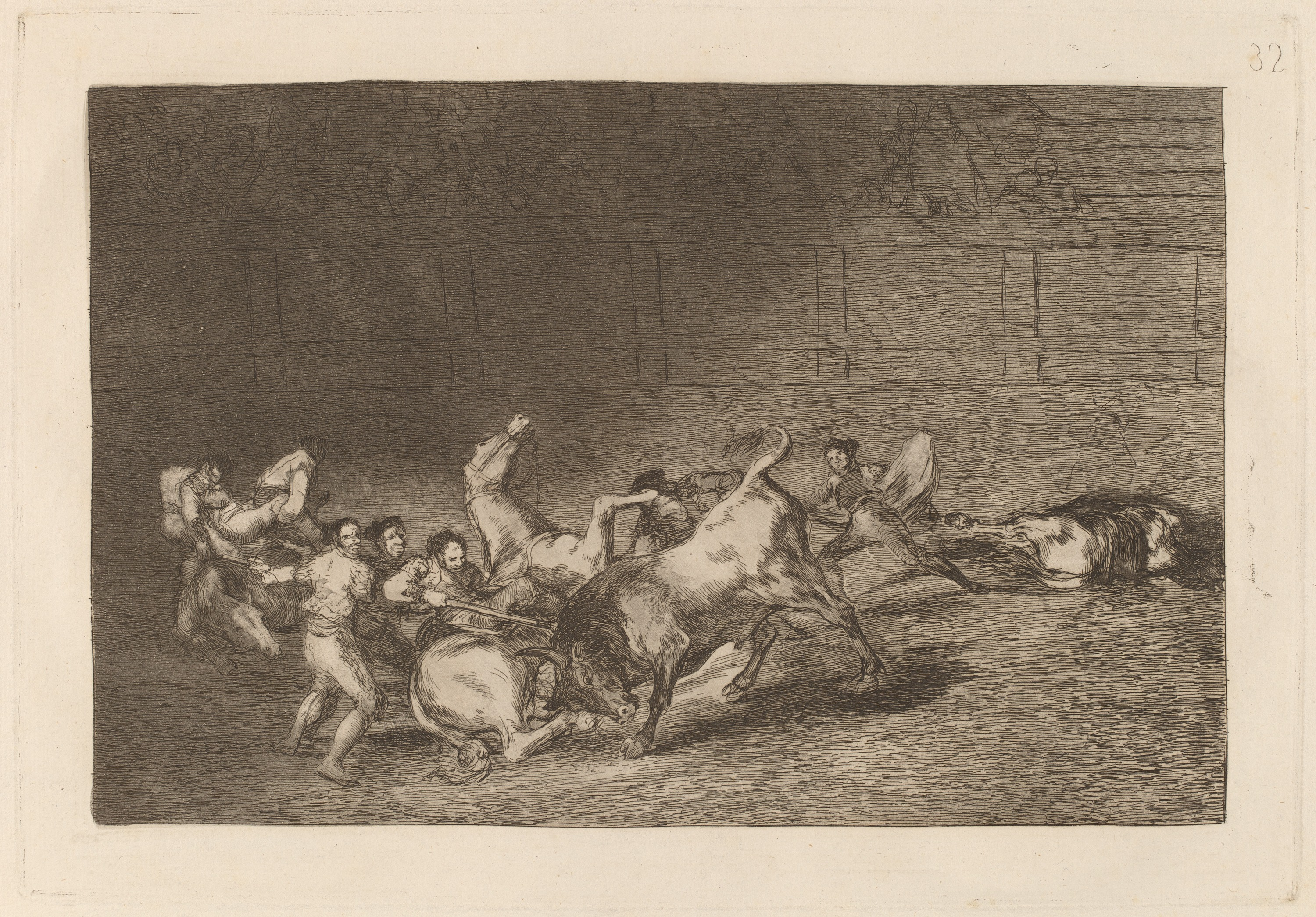
No. 32: Dos grupos de picadores arrollados de seguida por un solo toro (Dois grupos de picadores derrubados de uma só vez por um único touro)
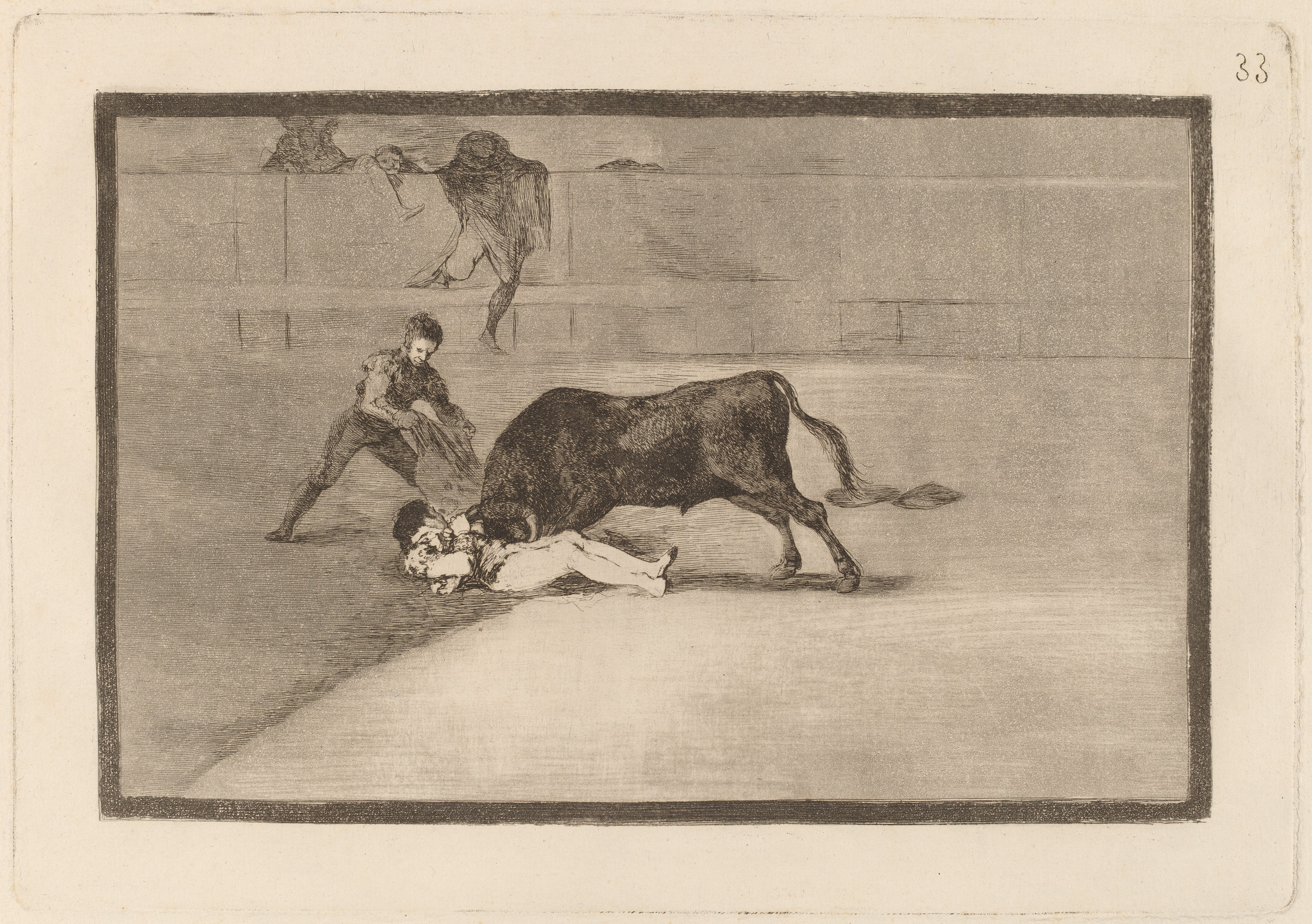
No. 33: La desgraciada muerte de Pepe Illo en la plaza de Madrid (A infame morte de Pepe Illo na praça de Madri)